# Episodi di Mirmo!!
Lista degli episodi di Mirmo!!, anime di quattro stagioni tratto dall'omonimo manga di Hiromu Shinozuka, trasmesso in Giappone su TV Tokyo. La prima è andata in onda dal 6 aprile 2002 al 27 settembre 2003; la seconda, con il sottotitolo Golden, dal 7 ottobre 2003 al 30 marzo 2004; la terza, con il sottotitolo Wonderful, dal 6 aprile 2004 al 5 aprile 2005; la quarta, con il sottotitolo Charming, dal 19 aprile al 27 settembre 2005.
In Italia è stato acquistato da Mediaset, che ha trasmesso i primi 156 episodi su Italia 1 dal 29 agosto 2005 al 6 ottobre 2006 e i restanti 157-172 su Hiro dal 21 luglio al 5 agosto 2010.
Le sigle originali di apertura sono Pretty Cake Magic (プリティ・ケーキ・マジック?) per gli ep. 1-28, Kechirase! (けちらせ！?) per gli ep. 29-52, Happy Lucky ~Onegai Mirumo~ (ハッピー・ラッキー ～お願いミルモ～?) per gli ep. 53-78, Fun! Fun! ★Fantasy (Ｆｕｎ！Ｆｕｎ！★ふぁんたじー?) per gli ep. 79-102, LoveYou-LoveYou (らびゅらびゅ?) per gli ep. 103-126, Ashita ni naare (あしたになあれ?) per gli ep. 127-150 e Sugar Sugar (シュガー・シュガー?) per gli ep. 151-172. Le sigle di chiusura sono Mirumo no waltz (ミルモのワルツ?) per gli ep. 1-28, Sarara (さらら?) per gli ep. 29-52, Asunaro no uta (あすなろの唄?) per gli ep. 53-65, PRECIOUS MOMENT per gli ep. 66, 70, 76, 78, Taisetsuna tomodachi (大切なともだち?) per gli ep. 67, 71, 74, "Gomennasai" wa mahō no kotoba! (『ゴメンなさい』は魔法の言葉！?) per gli ep. 68, 72, 75, Special Smile! (スペシャ～ル スマイルッ！?) per gli ep. 69, 73, 77, Odoru mahō no osouzai byo~n (踊る魔法のおそうざいビョ～ン?) per gli ep. 79-101, Pretty Cake Magic (プリティ・ケーキ・マジック?) per l'ep. 102, Boku no tonari (僕のトナリ?) per gli ep. 103-126, Brownie per gli ep. 127-149, LoveYou-LoveYou (らびゅらびゅ?) per l'ep. 150 e Cherry Girl (チェリ・ガール?) per gli ep. 151-172). La sigla italiana Mirmo, invece, è cantata da Cristina D'Avena.

## Lista episodi
| Nº                         | Titolo italiano Giapponese 「Kanji」 - Rōmaji - Traduzione letterale | In onda           | In onda             |
| Nº                         | Titolo italiano Giapponese 「Kanji」 - Rōmaji - Traduzione letterale | Giapponese        | Italiano            |
| Prima serie (78 episodi)   | |                   |                     |
| 1                          | Mirmo: il folletto 「妖精ミルモがやって来た！」 - Yōsei Mirumo ga yattekita! – "Il folletto Mirumo è arrivato!" | 6 aprile 2002     | 29 agosto 2005      |
| 1                          | Mirmo è il principe dei folletti, molto simpatico e goloso di cioccolato. Un giorno, suo padre lo manda in missione nel mondo degli umani, ma egli rifiuta. Viene promesso quindi in sposo ad una folletta di nome Rima, ma Mirmo non ha intenzione di sposarsi e si nasconde all'interno di un albero dove scopre una moltitudine di tazze colorate. Inaspettatamente, la tazza centrale si illumina e Mirmo viene risucchiato al suo interno. Intanto nel mondo reale, una ragazza di nome Camilla compra la suddetta tazza in un negozio di magia ed esprime un desiderio d'amore riguardo ad un suo compagno di classe che si chiama Fabrizio. Mirmo emerge quindi nel mondo reale tramite la tazza, ma vorrebbe tornare subito indietro in quanto pensa che Camilla debba cavarsela da sola con Fabrizio. Il folletto però, si accorge della goffaggine e ingenuità di Camilla e decide di trattenersi per aiutarla. |                   |                     |
| 2                          | Da Rima con amore… 「リルムより愛をこめて！？」 - Rirumu yori ai wo komete!? – "Da Rilum con amore!?" | 13 aprile 2002    | 30 agosto 2005      |
| 2                          | Fabrizio entra nel negozio di magia e compra anch'egli una tazza dalla quale fuoriesce Rima, la folletta promessa sposa di Mirmo. Rima ammette di essere arrivata sulla Terra alla ricerca del suo amato e chiede a Fabrizio di aiutarla a trovarlo. I due vanno quindi a casa di Camilla e Rima si confronta con Mirmo, ma la cosa finisce in una burrascosa lite. Intanto, il rapporto tra Camilla e Fabrizio si fa sempre più intimo a tal punto che il ragazzo le confida il suo grande sogno segreto di diventare uno scrittore. Camilla decide di non rivelare la confidenza, ma vorrebbe aiutare Fabrizio a realizzare il suo desiderio, utilizzando una penna magica creata dalla magia di Rima che ha il potere di far venire la giusta ispirazione per scrivere. Fabrizio però rifiuta il regalo e si arrabbia con Camilla, poiché vorrebbe esaudire il suo sogno con le proprie forze. Grazie ad un piano strategico di Mirmo, i due alla fine si riappacificano. |                   |                     |
| 3                          | Assalto a ninja Yacky 「忍者ヤシチ参上！」 - Ninja Yashichi sanjō! – "Appare il ninja Yashichi!" | 20 aprile 2002    | 31 agosto 2005      |
| 3                          | Il rapporto amichevole tra Camilla e Fabrizio comincia ad infastidire molto Alessia, una ragazza attratta particolarmente da Fabrizio. Alessia va a finire inaspettatamente nel negozio di magia, dove anche lei compra una tazza che fa emergere un folletto di nome Yacky, un acerrimo rivale-amico di Mirmo. Camilla intanto invita Fabrizio alla sua festa di compleanno a casa sua e decide di preparare una torta al cioccolato per l'occasione. Alessia però si intrufola nei festeggiamenti con Yacky e cerca di tenere lontano Fabrizio dalla festeggiata. Al momento della torta, Yacky, su richiesta di Alessia, la fa cadere a terra mandando però Mirmo su tutte le furie. Questi scatena quindi una rissa contro Yacky, ma tuttavia alla fine Fabrizio riesce a dare a Camilla il suo regalo di compleanno. |                   |                     |
| 4                          | La dieta magica di Camilla 「楓のマジカルダイエット」 - Kaede no majikaru daietto – "La dieta magica di Kaede" | 27 aprile 2002    | 1º settembre 2005   |
| 4                          | Camilla e Rima decidono di cominciare una dieta magica per fare colpo sui rispettivi spasimanti. Alessia scopre presto le intenzioni di Camilla e decide insieme a Yacky di mandarle giornalmente delle torte in modo che le mangi e perda la linea. Camilla divide le torte donatole da Alessia con Mirmo, ma dopo qualche settimana la ragazza si accorge finalmente di essere ingrassata e Mirmo lievita parecchio. Camilla e Mirmo ricominciano quindi la dieta e Rima si impegna molto nell'aiutarli inventando degli esercizi strampalati e spesso anche pericolosi. Alessia tuttavia, continua a spedire le torte a Camilla, ma questa le rimanda continuamente indietro per non cadere in tentazione. Dopo settimane di duro esercizio, i due riescono a ristabilire il loro peso con successo e ora Mirmo può finalmente riprendersi la rivincita su Yacky. Lo scontro però è rimandato poiché sia Alessia che Yacky non hanno fatto altro che mangiare ogni giorno le torte che Camilla e Mirmo gli rispedivano. Come ricompensa per il duro lavoro, Fabrizio offre a Mirmo e Camilla una montagna di dolci da gustare insieme. |                   |                     |
| 5                          | Un'avventura in miniatura 「ミニミニ楓の大冒険」 - Mini mini Kaede no daibōken – "La grande avventura di mini mini Kaede" | 4 maggio 2002     | 2 settembre 2005    |
| 5                          | Mirmo acquista in un sito online per folletti una polvere rimpicciolente per rendersi minuscolo qualvolta avesse voglia di mangiare cioccolato. Camilla, curiosa di voler scoprire cosa si prova a vivere come un folletto, si fa rimpicciolire da Mirmo. I due cominciano quindi a girare per la città, ma Mirmo si scontra con Yacky e perde di vista Camilla. Quest'ultima si trova perciò da sola per strada esposta a molti pericoli. Inoltre rischia anche di essere divorata da un gatto e da alcuni uccelli. Fortunatamente, Fabrizio la trova e Rima cerca di escogitare un modo per ristabilire le sue dimensioni, ma senza successo. Alla fine, Camilla, Fabrizio e Rima ritrovano Mirmo e questi riesce a rimettere le cose al posto giusto. |                   |                     |
| 6                          | L'amore… rubato! 「恋心、うばわれた！？」 - Koigokoro, ubawareta!? – "L'amore, è stato rubato!?" | 11 maggio 2002    | 5 settembre 2005    |
| 6                          | Alessia non sopporta più di vedere il rapporto di intimità e amicizia venutosi a formare tra Camilla e Fabrizio. Yacky ordina quindi su un sito di magia nera dei vari prodotti per far dimenticare a Camilla i suoi sentimenti, ma gli acquisti si rivelano scadenti. Quindi, Yacky decide di comprare infine un prodotto più valido e raccomandato, ovvero la pozione chiamata "Assorbi Amore", che ha il potere di privare una persona dei propri sentimenti. Alessia usa la pozione su Camilla e le sottrae quindi la sfera contenente tutti i suoi sentimenti, facendole dimenticare l'amore e l'affetto che provava per Fabrizio. Yacky vorrebbe usare la sfera dei sentimenti di Camilla per ricattare Mirmo, ma Rima va su tutte le furie e colpisce Yacky con un pugno, facendo cadere la sfera e distruggendola. |                   |                     |
| 7                          | Tutto si può aggiustare…! 「恋心、なおしましゅ♥」 - Koigokoro, naoshimashyu♥ – "L'amore, l'aggiusterò♥" | 18 maggio 2002    | 6 settembre 2005    |
| 7                          | Mirmo e Rima riportano i frammenti della sfera a Camilla. Tuttavia, la ragazza si rivela indifferente al fatto che i suoi vecchi sentimenti siano andati ormai perduti. Mirmo e Rima però non accettano questa situazione e tentano una moltitudine di incantesimi per riparare la sfera, ma senza ottenere buoni risultati. Alla fine, Mirmo è costretto ad arrendersi, ma Rima non riesce a nascondere la sua tristezza riguardo all'accaduto. Entra improvvisamente in scena un nuovo personaggio, ovvero Murmo, il fratello minore di Mirmo. Questi rivela loro un metodo per riparare la sfera dei sentimenti di Camilla. Mirmo segue le istruzioni di Murmo e ricompone i frammenti della sfera per poi inserirla nuovamente nel cuore di Camilla, facendole riacquistare le sue emozioni. Murmo però è ora deciso a restare per sempre sulla Terra, cosa che provocherà non pochi problemi a Mirmo. |                   |                     |
| 8                          | Mirmo contro Murmo 「ミルモＶＳムルモ」 - Mirumo tai Murumo – "Mirumo contro Murumo" | 25 maggio 2002    | 7 settembre 2005    |
| 8                          | La vita a casa di Camilla diventa molto frenetica a causa dei continui litigi tra Mirmo e Murmo. Entrambi vorrebbero continuare a vivere insieme a Camilla, ma secondo il regolamento due o più folletti non possono vivere sotto lo stesso tetto. Mirmo sfida quindi ad un duello suo fratello Murmo, nel quale se questi perderà sarà costretto a tornare a casa. Mirmo vince la sfida, ma Murmo non ha intenzione di andarsene e quindi fugge via. Yacky nel frattempo, scopre che Murmo è sulla Terra. Richiama perciò a raccolta due suoi alleati, Sanzo e Panzo, vecchi compagni di classe di Murmo. Questi viene rapito dai due scagnozzi, in modo che Yacky possa avere la meglio su Mirmo. Il piccolo Murmo riesce però a fuggire e salva Mirmo dalla presa di Yacky. Camilla infine propone a Murmo di trovare una nuova famiglia in modo da poter restare sulla Terra con i suoi amici. |                   |                     |
| 9                          | Ricco, bello e famoso: arriva Tommy! 「スーパーおぼっちゃま・松竹くん」 - Sūpā obotchama Matsutake-kun – "Super giovane signore: Matsutake" | 1º giugno 2002    | 8 settembre 2005    |
| 9                          | Nella scuola di Camilla viene indetto un torneo di pallacanestro, nel frattempo Yacky, Sanzo e Panzo prendono il raffreddore. Durante lo svolgimento della gara, Mirmo mette in mostra le sue doti da giocatore, ma rimane schiacciato contro il muro a causa di una pallonata ricevuta da un ragazzo di nome Tommy, l'idolo rubacuori di molte ragazze e di nobile famiglia. Per fargliela pagare, Mirmo usa la magia e fa comparire una buccia di banana sul campo, facendoci scivolare sopra Tommy, che viene quindi portato in infermeria. Camilla va a fargli visita e il ragazzo finisce per innamorarsi di lei. Mirmo nel frattempo, decide di trovare un umano con cui Murmo possa vivere e chiama in suo aiuto il suo amico Chessarà, un'entità in grado di valutare le affinità tra un umano e un folletto. Dopo varie ricerche, Murmo viene messo in compatibilità con Tommy. Questi riceve quindi in regalo da Camilla la tazza dal quale poi ne uscirà Murmo, con un apposito biglietto in cui vi è scritto di esprimere un desiderio versando del succo di pomodoro in essa. Tommy però, detesta il succo di pomodoro e quindi Murmo non può uscire dalla tazza.                                                                                       |                   |                     |
| 10                         | Doppio appuntamento 「恋の四角バトル」 - Koi no yonkaku batoru – "La battaglia a quattro dell'amore" | 8 giugno 2002     | 9 settembre 2005    |
| 10                         | Tommy si decide a bere il succo di pomodoro e Murmo può finalmente uscire dalla tazza. Il giorno dopo Tommy ringrazia Camilla e le confida i suoi sentimenti per poi essere però rifiutato. Il ragazzo si mette quindi in combutta con Alessia in un nuovo tentativo di dividere Camilla e Fabrizio. Tommy sottopone Camilla al potere del Cerotto del Cattivo Umore procurato da Yacky e la porta a litigare con Fabrizio. Mirmo e Rima cercano di tirare su il morale a Camilla e alla fine le organizzano un appuntamento con il suo innamorato per fargli fare pace. Murmo rivela tutto a Tommy con la scusa di farsi dare dei dolcetti e perciò Tommy e Alessia cercano di rovinare l'appuntamento organizzato da Mirmo e Rima. Grazie all'intervento di Mirmo, i loro piani vanno poi in fumo. |                   |                     |
| 11                         | L'arrivo di papà 「父来る、すぐ帰れ！」 - Chichi kuru, sugu kaere! – "Papà sta arrivando, vai a casa ora!" | 15 giugno 2002    | 12 settembre 2005   |
| 11                         | Morumo, il re dei folletti e padre di Mirmo e Murmo, arriva sulla Terra per far visita ai due figlioli. In primo luogo si reca a casa di Camilla, per cercare Mirmo, e quindi da Tommy, per far visita a Murmo. Nella villa di Tommy si sta tenendo una festa e Yacky tenta di creare trambusto per rapire il re. Mirmo litiga nuovamente con Yacky a colpi di magia e alla fine Morumo ristabilisce l'ordine. Murmo decide di portare suo padre in un parco di divertimenti per fargli provare il brivido delle giostre e spingerlo a tornare a casa. Morumo però sembra divertirsi molto, almeno fino all'arrivo di Saria, la regina e madre di Mirmo e Murmo. Saria intima a suo marito di tornare indietro e scatena la sua collera. Morumo è costretto a sottostare alla volontà della moglie e torna quindi indietro. Dopo un saluto strappalacrime, Saria deve purtroppo separarsi da Mirmo e Murmo. |                   |                     |
| 12                         | Rima e il suo cucciolo 「リルムとモグちゃんと⋯」 - Rirumu to Mogu-chan to… – "Rilum, Mogu e…" | 22 giugno 2002    | 14 settembre 2005   |
| 12                         | Mirmo si trova a giocare con il suo animaletto Attolo nel parco. Rima rimane colpita dalla sintonia tra i due a tal punto che chiede a Fabrizio di regalarle un cucciolo. Fabrizio le dona un pupazzo al quale Rima dona la vita e gli viene attribuito il nome Plush, ma come al solito combina un disastro e trasforma il pupazzo in un essere che pensa solo a mangiare. Plush svaligia il frigo a casa di Camilla e tutta la dispensa della villa di Tommy, fino a diventare sempre più grande. Rima cerca di rimettere a posto le cose usando la magia, ma lo trasforma erroneamente in un mostro spaventoso. Plush sta per divorare la scuola di Camilla all'interno della quale si trova anche Alessia, ma Murmo trova un rimedio nel quale tre folletti maschi devono danzare davanti al mostro per indurlo a sua volta a ballare. Mirmo e Murmo chiedono l'aiuto di Yacky, ma questi rifiuta in quanto disinteressato di salvare Alessia, dato che la ragazza aveva rischiato di fare del male al suo animaletto Madillo. Yacky alla fine si convince e insieme a Mirmo e Murmo riporta Plush al suo stato di pupazzo. Alla fine, si scopre che il mostro aveva precedentemente deposto delle uova.                                                         |                   |                     |
| 13                         | Una giornata storta 「とっても大変な日」 - Tottemo taihen na hi – "Una giornata davvero dura" | 29 giugno 2002    | 16 settembre 2005   |
| 13                         | Zeta, un amico d'infanzia di Mirmo, decide di andare a fargli visita sulla Terra, ma la tazza da cui sarebbe dovuto emergere va in frantumi e Zeta rimane intrappolato al suo interno. Camilla si reca quindi in cartoleria a comprare la colla per ripararla, ma durante la sua assenza, la madre butta via i cocci. Camilla fortunatamente riesce a recuperarli, ma il manico della tazza viene disperso. Inizia quindi una rocambolesca ricerca in giro per la città, durante la quale Yacky scopre l'accaduto e rivela tutto ad Alessia. Questa ritrova il manico e lo usa per ricattare Camilla ed indurla a rivelare a Fabrizio i suoi sentimenti di odio. Poi, Alessia affida il manico a Tommy, che lo chiude in una cassaforte e fa giurare a Murmo di non aprire bocca. Murmo però si fa corrompere da Mirmo e Rima e li conduce al manico. Mirmo recupera il manico e i piani di Alessia vanno in fumo. Zeta può finalmente uscire una volta riaggiustata la tazza, ma è costretto poi a tornare subito a casa. |                   |                     |
| 14                         | Mirmo bocciato? 「ミルモ落第！？」 - Mirumo rakudai!? – "Mirumo respinto!?" | 6 luglio 2002     | 19 settembre 2005   |
| 14                         | Durante le vacanze estive, Camilla si ammala gravemente. Mirmo intanto riceve la visita del suo insegnante, il professor Enma, il quale rivela lui di essere venuto sulla Terra per giudicare il suo comportamento nei confronti dell'essere umano in cui vive. Mirmo però rischia la bocciatura poiché Camilla risulta essere molto triste per via della malattia. Il professor Enma gli dona quindi l'opportunità di riparare ai suoi danni entro la mezzanotte per essere promosso, e così fa poi con Yacky, poiché anche Alessia viene incontro alla febbre. Mirmo vorrebbe rallegrare Camilla portandole Fabrizio per cui, con l'aiuto di Fiuto, un suo amico dall'abile olfatto, Mirmo si mette alla ricerca di Fabrizio, venendo però intercettato da Yacky. Alla fine, Mirmo si rassegna alla bocciatura, ma Camilla sembra essere peggiorata, per cui decide di prendersi cura di lei. Camilla guarisce e Mirmo ottiene la promozione, al contrario di Yacky che viene invece bocciato. |                   |                     |
| 15                         | Aiuto! La banda Warumo! 「わるいぞ！ワルモ団」 - Warui zo! Warumo-dan – "Cattivi! La banda Warumo" | 13 luglio 2002    | 21 settembre 2005   |
| 15                         | Arrivano in città un gruppo di cinque folletti di nome Primo, Deuzio, Terzio, Quatro e Quinto che si fanno chiamare la Banda Warumo. Questi in realtà sono un'organizzazione segreta di cattivi che da molto tempo cercano di conquistare il regno di Mirmo, oltre che capi indiscussi di Yacky. La Banda Warumo comincia a fare scherzi a tutti gli studenti, ma alla fine Mirmo mette fine al loro vandalismo con la magia. I cinque folletti invocano quindi un grande potere che alla fine sprigiona il Cristallo della Magia Nera, grazie al quale la Banda riesce a plagiare e portare ai propri ordini Alessia, Murmo e Rima. Sfruttando anche i poteri di questi ultimi, la Banda Warumo attacca Mirmo e cerca di soggiogare anche Camilla. Alla fine, per proteggere Camilla, Mirmo viene sconfitto dai suoi stessi amici. |                   |                     |
| 16                         | Camilla nella città di Mirmo 「楓、ミルモの里へ⋯」 - Kaede, Mirumo no sato he… – "Kaede, alla città di Mirumo…" | 20 luglio 2002    | 23 settembre 2005   |
| 16                         | Mirmo vuole rimediare ai guai della Banda Warumo e si reca quindi nella bottega in cui Camilla comprò la tazza dal quale Mirmo uscì per la prima volta. Mimomo, il proprietario, gli rivela l'esistenza di un particolare oggetto chiamato "Microfono", situato nel regno di Mirmo che ha il potere di rendere la magia di un folletto più forte. Mirmo torna nel suo regno e trasforma Camilla in una folletta in modo che possa accompagnarlo. I due incontrano i vecchi compagni di classe di Mirmo, ovvero Zeta, Belfiour, Mabot e Tristin. I quattro, per aiutare Mirmo a raccogliere informazioni sul Microfono, lo conducono da una folletta di nome Anna. Questa gli rivela che il Microfono è custodito nella tribù dei cinque elementi, le divinità del regno di Mirmo. Nel frattempo, Yacky scopre che Mirmo è tornato a casa e insieme a Sanzo e Panzo lo segue per scoprire i suoi piani. Mirmo e Camilla si avventurano in una grotta che li porterà alla tribù, ma vengono attaccati da un feroce mostro. |                   |                     |
| 17                         | Un regalo dai cinque elementi 「ガイア族のおくりもの」 - Gaia-zoku no okurimono – "Un regalo dalla tribù Gaia" | 27 luglio 2002    | 26 settembre 2005   |
| 17                         | Mirmo e Camilla riescono a sfuggire al mostro e continuano a vagare per la caverna, superando molti ostacoli e insidie. Tuttavia, riescono infine a raggiungere la tribù dei cinque elementi, dove è situato l'albero incantato. I due si recano da ognuno dei cinque elementi, ovvero Piro, Aqua, Tera, Leolo e Strato, i quali dicono loro che per ottenere il Microfono è necessario fare un'offerta al tempio situato alla base dell'albero incantato. Mirmo e Camilla superano quindi innumerevoli prove per ottenere indizi su cosa offrire al tempio. Giunti alla base dell'albero, Mirmo decide di arrendersi e di tornare indietro, ma Camilla non ne ha intenzione e in preda alla tristezza lascia cadere una lacrima al tempio. Appaiono così i cinque elementi che rivelano a Camilla che il dono da offrire era proprio una lacrima. Camilla ottiene il microfono e torna quindi sulla Terra, dove riesce a rimettere a posto le cose sfruttando il potere del nuovo oggetto. |                   |                     |
| 18                         | Weekend al mare 「夏だ！海だ！松竹です！」 - Natsu da! Umi da! Matsutake desu! – "È l'estate! È il mare! È Matsutake!" | 3 agosto 2002     | 28 settembre 2005   |
| 18                         | Camilla, Fabrizio, Alessia e Tommy con i rispettivi folletti vanno a trascorrere un weekend al mare. Tommy vorrebbe dimostrare a Camilla di essere migliore di Fabrizio e si mette perciò in mostra in vari sport, come il nuovo o il tennis, ma fallisce ad ogni tentativo. Yacky intanto vorrebbe rovinare il weekend a Mirmo organizzando una serie di scherzi che però non vanno a buon fine. Una sera, Yacky utilizza un elmetto magico in grado di generare elettricità per fulminare letteralmente Mirmo, ma per errore manda in corto circuito la villa in cui albergano, bloccando tutte le entrate. I ragazzi sono perciò costretti a ripararsi in una caverna. A causa di un temporale, Yacky cade in mare e rischia l'annegamento, nonostante Tommy si getti per aiutarlo. Alla fine, Camilla riesce a potenziare la magia di Mirmo e a salvare entrambe. L'episodio termina quando i ragazzi vengono riportati a casa da Alfred, la guardia del corpo di Tommy. |                   |                     |
| 19                         | Il nonno, i fuochi d'artificio e la magia 「花火と魔法とおじいちゃん」 - Hanabi to mahō to ojii-chan – "I fuochi d'artificio, la magia e il nonno" | 10 agosto 2002    | 30 settembre 2005   |
| 19                         | Camilla una mattina vede la sua amica Carolina litigare con suo nonno, soprannominato da tutti "Gonzo". Carolina le spiega che suo nonno ogni hanno fabbrica i fuochi d'artificio per la festa della città, ma quest'anno ha deciso di andare in pensione. Le due ragazze tentano di farlo ragionare, ma lui non ne vuole sapere. Carolina porta Camilla a fare un giro nella fabbrica dei fuochi d'artificio e alla fine la ragazza decide di fermarsi per aiutare gli operai. Mirmo rimane affascinato dalla bellezza dei fuochi e si intrufola nei lavori, scoprendo un misterioso progetto che secondo Carolina sarebbe la realizzazione di uno Yon Shakudama, un fuoco d'artificio dai colori mozzafiato. Il signor Gonzo ammette di aver voluto andarsene in quanto non era mai riuscito a realizzarne uno, ma grazie all'aiuto di Fabrizio e degli altri, il suo sogno si avvera. Yacky tenta però di rovinare tutto su ordine di Alessia e ruba lo Yon Shakudama grazie ad un suo aiutante, Barrito. A causa di un incidente, il fuoco d'artificio rischia l'esplosione, ma Camilla e Mirmo evitano il peggio utilizzando il Microfono. Ora tutti possono ammirare la bellezza dei fuochi d'artificio e dello Yon Shakudama.                                 |                   |                     |
| 20                         | Mirmo si è incastrato! 「ミルモ、はまってるゥ～」 - Mirumo, hamatteru~ – "Mirumo, incastrato~" | 17 agosto 2002    | 3 ottobre 2005      |
| 20                         | Camilla vorrebbe scoprire cosa nasconde Mirmo sotto il cappello. La ragazza tenta quindi di sfilarglielo, ma Mirmo rimane incastrato in un vasetto di vetro e non riesce a liberarsi nemmeno con l'aiuto di Rima e Murmo. Questi due chiama perciò in aiuto Zeta, Belfiour, Mabot e Tristin, ma nessuno di loro riesce a risolvere la situazione. I quattro decidono ci convocare quindi un loro amico, Algebro, ma anch'egli fallisce. Intanto Sanzo e Panzo rivelano l'accaduto a Yacky, il quale avverte subito la Banda Warumo. Questi riescono a rapire Mirmo, ma gli altri li raggiungono intenti a liberare il loro amico. a Banda Warumo crea però un aspirapolvere gigante che aspira al suo interno tutti gli amici di Mirmo, ma tuttavia permette a quest'ultimo di liberarsi dal vasetto di vetro. Ora Mirmo, rafforzato da Microfono di Camilla, può finalmente liberare i suoi amici e sconfiggere ancora la Banda Warumo. |                   |                     |
| 21                         | La casa stregata 「おばけ屋敷でつかまった！？」 - Obake yashiki de tsukamatta!? – "Catturato in una casa stregata!?" | 24 agosto 2002    | 5 ottobre 2005      |
| 21                         | Murmo inizia a inseguire una cavalletta e finisce in una casa stregata nella quale rimane intrappolato. Mirmo intanto riceve una telefonata da suo padre, che lo avverte che nel regno si sono verificate molte scomparse. Tommy chiede aiuto a Camilla e Fabrizio per aiutarlo a cercare Murmo e Rima rivela loro di averlo visto nei pressi della casa stregata, per cui iniziano le ricerche da lì. Sul luogo, sopraggiunge anche Alessia, la quale tenta di spaventare Camilla con l'aiuto di Yacky, Sanzo e Panzo. Durante il tour della casa però, tutti quanti iniziano a scomparire uno ad uno, ad eccezione di Camilla, Mirmo, Alessia e Yacky. Questi vengono attaccati da una serie di mostri e infine da una folletta di nome Meliga. Alla fine si scopre che la causa di tutto erano dei fantasmini che precedentemente risultavano essere cibo, ma poi hanno assunto questo aspetto perché veniva sprecato. Dopo aver ritrovato tutti, i ragazzi tornano indietro, ma Alessia rimane nella casa. |                   |                     |
| 22                         | L'amore di Yacky 「ヤシチの初恋」 - Yashichi no hatsukoi – "Il primo amore di Yashichi" | 31 agosto 2002    | 22 marzo 2010       |
| 22                         | Yacky subisce l'ira di Alessia venendo costretto alla fuga e, mentre aspetta di tornare a casa, ha un colpo di fulmine per una folletta mai vista prima. Mirmo, Murmo e Rima intanto fanno una gita al negozio di animali e, tornando a casa, vedono Yacky fissare il vuoto, iniziando a preoccuparsi. L'imbambolamento e le fughe di Yacky continuano nei giorni successivi arrivando a far preoccupare Alessia che chiede aiuto a Mirmo. Quest'ultimo con Camilla, Rima e Murmo inizia a pedinare Yacky, scoprendo che ogni giorno allo stessa ora va a spiare la folletta di cui si è innamorato. Spinto ed aiutato dal gruppo Yacky si dichiara a Figurin, la folletta, che accetta la corte. Fra i due parte un idillio che termina alla scoperta che Figurin dovrà partire a breve con la sua compagna umana alla volta di Parigi. Spinto da Alessia, all'inizio invidiosa della relazione, Yacky decide però di seguirla a Parigi dando l'addio a Mirmo, Rima, Sanzo e Panzo salvo cambiare idea una volta partito l'aereo, non volendo abbandonare i suoi amici. La mattina dopo si scopre che anche Figurin ha abbandonato l'aereo per rimanere con l'amato, ma mentre si ricongiungono Yacky scopre che alla folletta cresce la barba, rimanendo di sasso. |                   |                     |
| 23                         | Le carte della fortuna di Rima 「リルムの妖精占い」 - Rirumu no yōsei uranai – "La fortuna da folletta di Rilum" | 7 settembre 2002  | 7 ottobre 2005      |
| 23                         | Yacky viene incaricato dalla Banda Warumo di sconfiggere Mirmo, ma viene costretto da Alessia a rimanere a casa per sbrigare le faccende. Yacky decide di mandare quindi Sanzo e Panzo in missione. Mirmo intanto vorrebbe andare ad una svendita di bignè con Camilla, ma questa non può perché secondo il suo oroscopo, se sarebbe uscita di casa le sarebbe successo qualcosa di spiacevole. Subentra poi Rima, la quale decide di utilizzare le sue carte della fortuna per predire il futuro di Camilla, che risulta essere ottimo. Tuttavia, a causa di un incidente, Camilla finisce per allontanarsi da Fabrizio e Rima si sente nuovamente in colpa. Decide infine di potenziare le carte sfruttando la magia, ma fallisce e le trasforma in carte bianche. Sanzo e Panzo gliele rubano e ci disegnano sopra per far avverare ciò che vi è appunto raffigurato. Rima però non può accettare che le sue carte vengano utilizzate in questo modo e accidentalmente crea un mostro di carte che comincia a indurre tutti sotto il suo controllo. Come sempre, Mirmo riaggiusta le cose con l'aiuto di Camilla. |                   |                     |
| 24                         | Murmo va dal dentista 「ムシバムルモムシバ」 - Mushiba Murumo mushiba – "Il dente cariato di Murumo" | 14 settembre 2002 | 10 ottobre 2005     |
| 24                         | Murmo mangia tonnellate di dolciumi e finisce per avere la carie. Mirmo decide di far intervenire il dottor Denta, il dentista del suo regno, ma Murmo non intende collaborare per farsi visitare e scappa via. Mirmo, Rima e gli altri cominciano ad inseguirlo per tutta la città, finché il dolore di Murmo diventa talmente forte da essere costretto a sottoporsi all'operazione. Il dottor Denta usa la polvere rimpicciolente per diventare piccolissimo insieme a Mirmo e Rima in modo da entrare nella bocca di Murmo e curare la carie. Questa inizialmente di rivela gentile e ospitale, ma alla fine ingaggia una dura battaglia contro gli altri tre, al termine della quale Mirmo, Rima e il dottor Denta ne escono vittoriosi. Durante la lotta contro il capo della carie, i tre si trovano in pericolo e Camilla è costretta a ricorrere al Microfono per sistemare le cose e permettere a Mirmo di eliminarlo. Come ricompensa, Tommy dona a Mirmo del cioccolato, ma ora è proprio lui ad essere vittima della carie. |                   |                     |
| 25                         | Nuovi scontri con la banda Warumo 「もっとわるいぞ！ワルモ団」 - Motto warui zo! Warumo-dan – "Ancora più cattivi! La banda Warumo" | 21 settembre 2002 | 12 ottobre 2005     |
| 25                         | La Banda Warumo escogita un piano per sottrarre le maracas a Mirmo, con le quali questi compie le magie. Il piano riesce per cui Mirmo è ora costretto a recarsi nel suo regno a cercare il loro nascondiglio per riprendersele. Cade però nella loro trappola e viene fatto prigioniero. Zeta intanto trova le palette che Mirmo usa per volare e le restituisce a Rima, la quale ritorna a sua volta nel regno di Mirmo insieme a Murmo per salvarlo. Dopo essersi ricongiunti con Zeta, Belfiour, Anna, Mabot e Tristin, si recano al nascondiglio della Banda Warumo, ma anche loro vengono imprigionati. Solo Murmo riesce a fuggire e ad avvertire Camilla, Fabrizio e Tommy dell'accaduto. Intanto, Primo, il capo della Banda Warumo, ricatta re Morumo affinché gli consegni il trono. Morumo cede al ricatto per cui la Banda Warumo riesce finalmente a conquistare il regno di Mirmo. |                   |                     |
| 26                         | Salviamo il regno di Mirmo 「ミルモの里をすくえ！」 - Mirumo no sato wo sukue! – "Salviamo la terra di Mirumo!" | 28 settembre 2002 | 14 ottobre 2005     |
| 26                         | Camilla non sa cosa fare per salvare Mirmo e chiede aiuto a Yacky, il quale però rifiuta la proposta. Camilla si reca quindi al negozio di magia di Mimomo, dove riesce ad ottenere una propria tazza per poter entrare nel regno dei folletti. Si reca quindi insieme a Murmo in soccorso di Mirmo e degli altri. Yacky intanto, infastidito del fatto di non essere riuscito a catturare Mirmo con le proprie forze, aiuta indirettamente Camilla procurandole importanti informazioni e facendole scoprire il luogo in cui sono nascoste le maracas di Mirmo. Murmo distrae la Banda Warumo e Camilla recupera le maracas per poi consegnarle a Murmo in modo che le restituisca a suo fratello. Camilla intanto affronta la Banda Warumo, ma viene alla fine salvata da Mirmo. Grazie al potere del Microfono, i due riescono ancora una volta a porre fine alle malefatte dei cinque folletti, salvando il regno di Mirmo dal caos. Ora però, Camilla è obbligata a frequentare, oltre al liceo, anche la scuola dei folletti. |                   |                     |
| 27                         | La scuola dei folletti / La Muglo-School 「妖精学校へ行こ～う」 - Yōsei gakkō e iko~u – "Andiamo alla scuola dei folletti~" | 5 ottobre 2002    | 17 ottobre 2005     |
| 27                         | Mirmo e Camilla si recano di sabato alla scuola dei folletti per frequentare le lezioni. Per Camilla, si rivelano però assai molto più faticose e complicate. Tuttavia, fa amicizia con nuovi studenti e rivede tutti i vecchi amici di Mirmo. Sanzo e Panzo però avvertono Yacky che Mirmo e Camilla si trovano nella loro scuola, per cui Yacky decide di tornare nel regno di Mirmo per mettergli i bastoni tra le ruote. Il professor Enma affida agli studenti la missione di andare a coppie fin sul Monte Pudding e recuperare una ghianda dall'albero. Mirmo e Camilla affrontano numerosi pericoli e creature terrificanti fino a giungere nel luogo in cui trovare la ghianda. Nel tornare indietro, vengono intercettati da Yacky, che li manda verso il feroce drago Dorak. Utilizzando la ghianda e il Microfono, Mirmo riesce a scacciare il drago e a ritornare sano e salvo insieme a Camilla alla Muglo-School. Purtroppo però, la ghianda non è stata riportata indietro, per cui i due dovranno ripetere la lezione. |                   |                     |
| 28                         | Doppia gara di atletica 「がんばれ、ダブル運動会」 - Ganbare, daburu undōkai – "Forza, doppia gara di atletica" | 12 ottobre 2002   | 19 ottobre 2005     |
| 28                         | Nel regno di Mirmo si tiene una gara di atletica a squadre e Camilla partecipa con Mirmo e Rima. Yacky, per far perdere Mirmo, fa in modo che Camilla venga scelta per le gare atletiche anche nella sua scuola sulla Terra, in modo da non poter partecipare a quella della Muglo-School. Camilla fa quindi avanti e indietro tra il mondo reale e il regno di Mirmo per poter partecipare ad entrambe le gare, ma Mirmo infine acquista un pezzo di argilla da Mimomo in modo da creare una copia di Camilla. La finta Camilla partecipa alle gare del liceo, ma perde il controllo e ricopre tutto l'istituto di argilla. Camilla, Mirmo e Rima abbandonano le gare alla scuola dei folletti per risistemare le cose sulla Terra, ma poi tornano indietro giusto in tempo per vincere il torneo alla Muglo-School. |                   |                     |
| 29                         | Un giorno importante per Rima 「リルムの大切な日」 - Rirumu no taisetsu na hi – "La giornata importante di Rilum" | 19 ottobre 2002   | 21 ottobre 2005     |
| 29                         | Rima organizza una giornata speciale per il suo anniversario di fidanzamento con Mirmo. Questi però si dimostra distaccato e preferisce passare del tempo con Zeta e Belfiour. Rima chiede a Camilla di riferire a Mirmo l'ora dell'incontro, ma se ne dimentica e Mirmo non si presenta all'appuntamento. Rima si infuria e decide di tornare per sempre dai suoi genitori, ma Camilla e gli altri folletti decidono di organizzare una festa danzante per far riappacificare i due. Alessia intanto costringe Yacky a chiedere la mano di Rima, ma lui non ne ha intenzione e con un tranello porta Mirmo alla festa per fargli fare pace con Rima. Il piano va a gonfie vele e ora tutti possono festeggiare. |                   |                     |
| 30                         | Mirmo si unisce alla banda Warumo?! 「なんと、ミルモがワルモ団！？」 - Nanto, Mirumo ga Warumo-dan!? – "Cosa, Mirumo nella banda Warumo!?" | 26 ottobre 2002   | 24 ottobre 2005     |
| 30                         | La Banda Warumo si intrufola nel castello di Morumo e ruba una fotografia digitale nella quale il re calpesta un ritratto della regina Saria. I cinque perfidi folletti quindi usano la foto per ricattare Mirmo e costringerlo ad unirsi a loro. Mirmo viene sfruttato anche da Yacky, il quale consegna la foto nelle mani del suo animaletto Madillo, e da Alessia, che lo obbliga a rassettarle la stanza. Fortunatamente, Mirmo avverte Rima e Camilla dell'accaduto e le due si precipitano alla ricerca di Madillo. Dopo aver recuperato la foto, Mirmo, insieme a Murmo, affronta la Banda Warumo. Saria nel frattempo giunge sulla Terra e vede la fotografia, ma poi si viene a sapere che la regina era già a conoscenza di quell'increscioso episodio. Rima rivela alla regina il malinteso e Saria si infuria con la Banda Warumo, scatenando una tempesta che nemmeno il potere del Microfono può contrastare. |                   |                     |
| 31                         | Ciao, io sono Sumo 「オラ、キンタだす！」 - Ora, Kinta dasu! – "Ehi, sono Kinta!" | 2 novembre 2002   | 26 ottobre 2005     |
| 31                         | Camilla e gli altri folletti vanno in gita con la scuola sul Monte Coppa Mista. Giunti sul posto, Camilla, Mirmo, Rima, Yacky, Sanzo, Panzo, Zeta, Belfiour, Mabot e Tristin si perdono nella foresta ed incontrano due strani folletti appartenenti alla tribù dei Gurum. I due portano Mirmo e gli altri al villaggio di Gurum, dove fanno conoscenza con un folletto di nome Sumo. Questi dice loro che gli rivelerà la strada per tornare indietro a patto che riescano a batterlo in una lotta di sumo. Mirmo affronta il folletto, ma viene ferito. Rima si arrabbia quindi con Sumo e lo mette al tappeto, portandolo ad innamorarsi profondamente di lei. Mentre tornano indietro, Panzo indossa una strana maschera e viene plagiato dal suo potere che lo spinge a distruggere la foresta. Mirmo e Camilla liberano Panzo e la foresta per poi riunirsi agli altri. Alla fine Yacky, Sanzo e Panzo vengono però dimenticati nel villaggio dei Gurum. |                   |                     |
| 32                         | Una sfida tra Murmo e Fairy 「ムルモのライバル、パピィがいばる」 - Murumo no raibaru, Papii ga ibaru – "La rivale di Murumo, Papii" | 9 novembre 2002   | 28 ottobre 2005     |
| 32                         | Murmo riceve una visita dalla sua amica Fairy, la quale pretende subito che torni nel regno di Mirmo. I due si sfidano quindi in una gara, la quale prevede che chi non riesca a rendere felice Tommy dovrà sottostare alle disposizioni dell'altro. La magia combinata di Murmo e Fairy causa però solo guai, ma alla fine Camilla scopre che Fairy vorrebbe far ritornare Murmo indietro poiché è innamorata di lui. Le organizza quindi un'uscita di gruppo all'acquario, dove avrà occasione di rivelare i suoi sentimenti a Murmo. A causa di un inconveniente però, Murmo viene rapito da Yacky, Sanzo e Panzo e gettato in pasto ad un polipo. Fairy tenta di salvarlo, ma rischia anche lei di essere divorata. Camilla utilizza il Microfono per salvare i due e convincerli una volta per tutte a chiarirsi, ma la conversazione finisce come di solito in modo diverso da quanto si erano aspettati. |                   |                     |
| 33                         | Addio, Alessia 「サヨナラ、安純」 - Sayonara, Azumi – "Addio, Azumi" | 16 novembre 2002  | 31 ottobre 2005     |
| 33                         | Yacky non può più sopportare di essere trattato male da Alessia e fugge di casa con la sua tazza per andare a stare con Camilla. Di notte però, Yacky si allontana anche da lei, perché non può sopportare di vivere con Mirmo. Viene ritrovato da una ragazza di nome Sole, che lo porta a casa sua offrendogli un ambiente favorevole, molto diverso da quello che c'era a casa di Alessia. Questa però, cade in uno stato di depressione in seguito all'abbandono del suo folletto. Sanzo e Panzo vanno a trovare Yacky per riferirgli lo stato d'animo di Alessia, per poi scoprire anche i suoi sentimenti di nostalgia nei suoi confronti. Yacky decide così di tornare da Alessia, ma Mirmo e Camilla utilizzano la magia per creare la giusta atmosfera e consentirgli di salutare Sole come si deve. |                   |                     |
| 34                         | Caccia al diavoletto Mirmo 「ムモ太郎の鬼退治でしゅ♥」 - Mumotarō no oni taiji deshyu♥ – "La caccia al demone di Mumotaro♥" | 23 novembre 2002  | 2 novembre 2005     |
| 34                         | Mimomo racconta una storia nella quale i protagonisti delle vicende vengono impersonati da Mirmo, Camilla e tutti gli altri personaggi. A Mirmo spetta il ruolo di un diavoletto che si attinge a distruggere il villaggio in cui vive per rubare cioccolato. L'eroe Murmo deve quindi partire verso l'isola del diavoletto insieme a Camilla e ai suoi amici folletti per porre fine alle sue malefatte. Durante il tragitto, Murmo viene ostacolato dal diavoletto Yacky, ma riesce ad attraversare comunque l'oceano grazie all'intervento del principe Tommy e ad arrivare all'isola del diavoletto Mirmo. Qui, Mirmo e Murmo scoprono di essere fratelli separati alla nascita e alla fine la principessa Rima spinge Mirmo ad andare a vivere per sempre con lei sulla Luna. Murmo riporta il cioccolato derubato al villaggio, ma in cambio pretende una montagna di caramelle. Alla fine, si scopre che tutta la vicenda narrata da Mimomo non era nient'altro che un sogno di Murmo. |                   |                     |
| 35                         | Fabrizio: star del cinema 「映画スター？結木くん」 - Eiga sutā? Yūki-kun – "La star dei film? Yūki" | 30 novembre 2002  | 4 novembre 2005     |
| 35                         | Midugno, una star della musica e idolo di tutte le ragazze, deve girare un film su se stesso nella scuola di Camilla, Fabrizio e gli altri. Durante le riprese, Midugno rimane però ferito in seguito a degli incantesimi lanciati da Mirmo e Yacky. Il produttore quindi decide di far sostituire Midugno a Fabrizio, data l'enorme somiglianza tra i due. Camilla e Alessia diventano però succubi della gelosia nei confronti di Stella, la co-protagonista del film e fidanzata di Midugno. Nel corso delle riprese, le due si alleano per mettere i bastoni tra le ruote a Stella, facendo però andare su tutte le furie Fabrizio. Nella scena finale, Yacky lancia un incantesimo su ordine di Alessia, ma rischia accidentalmente di far precipitare Fabrizio dal terrazzo. Grazie al potere del Microfono, Fabrizio riesce a salvarsi. |                   |                     |
| 36                         | Mirmo in arresto 「ミルモをつかまえろ！」 - Mirumo wo tsukamaero! – "Catturate Mirumo!" | 7 dicembre 2002   | 7 novembre 2005     |
| 36                         | La Banda Warumo deruba Mirmo di tutti i suoi sentimenti e ricordi per inserirli in un suo sosia robot di nome Mekarmo, creato dal dottor Akase, lo scienziato del regno dei folletti. Mekarmo comincia a distruggere la Muglo-School e il palazzo reale, facendo in modo che la colpa venga data a Mirmo. Questi diviene quindi un ricercato dalle guardie del re e la carica di sovrano passa nelle mani di Murmo. Mirmo si nasconde nella scuola di Camilla e, con l'aiuto di Rima, riesce a recarsi nel suo regno per cercare il suo misterioso sosia. Mekarmo intanto si ribella agli ordini della Banda Warumo e ricomincia a combinare guai. Yacky viene incaricato di trovare Mekarmo, ma questi gli sfugge di mano. In seguito ad una battaglia contro il suo simile, Mirmo viene arrestato. |                   |                     |
| 37                         | Mirmo contro Mekarmo 「ミルモＶＳメカミルモ」 - Mirumo tai Mekamirumo – "Mirumo contro Mekamirumo" | 14 dicembre 2002  | 9 novembre 2005     |
| 37                         | Dopo la cattura di Mirmo, Mourmo vorrebbe imprigionare anche Camilla per averlo aiutato, ma fortunatamente riesce a fuggire. Mirmo viene processato e confinato nella stanza delle punizioni. Camilla, Rima e Murmo apprendono la notizia da Zeta e con un tranello riescono a raggirare le guardie e ad intrufolarsi nella stanza delle punizioni. I quattro vengono salvati dal dottor Akase, il quale credeva che Mirmo fosse Mekarmo. Il dottor Akase racconta loro che inizialmente Mekarmo era stato creato per essere un robot buono e che per ripristinare la sua bontà è necessario sostituire il circuito dei sentimenti cattivi con quelli buoni. Mekarmo intanto comincia a distruggere la Terra e il negozio di Mimomo, ma Mirmo lo raggiunge e riesce a sostituire i due circuiti anche grazie al dottor Akase. Mekarmo ridiventa quindi un robot buono e insieme a Mirmo scaccia via la Banda Warumo. |                   |                     |
| 38                         | Ci pensiamo noi! 「オイラたちにおまかせ！」 - Oira-tachi ni omakase! – "Lasciate fare a noi!" | 21 dicembre 2002  | 11 novembre 2005    |
| 38                         | Yacky riceve una visita da suo cugino Ratin. Questi comincia a prendersi gioco di Yacky ritenendolo incapace di sconfiggere Mirmo e sostenendo che Sanzo e Panzo siano dei buoni a nulla. Yacky decide di dimostrare a suo cugino che si sbaglia, per cui organizza un ennesimo piano per battere Mirmo, ma fallisce nuovamente e finisce per rimanere gravemente lesionato. Sanzo e Panzo decidono di prendere in mano la situazione, ma anche i loro piani si rivelano inefficaci. Alla fine, sono costretti ad accettare l'aiuto di Ratin, il quale dona loro degli speciali oggetti da usare contro Mirmo. I due riescono a batterlo trasformandolo grazie ad un martello in un essere appiattito e privo di dimensioni, combinandone poi di tutti i colori. L'effetto dell'incantesimo però svanisce e Mirmo vuole prendersi la sua rivincita. Interviene Yacky che vorrebbe combattere per proteggere i suoi amici, ma Mirmo rifiuta viste le sue pessime condizioni. Tornato a casa Yacky riceve una fattura di Mimomo e scopre di essere costretto a pagare tutti gli oggetti usati da Sanzo e Panzo contro Mirmo. |                   |                     |
| 39                         | Sacalé 「ナンダカワカンナイノ？」 - Nandaka wakannai no? | 28 dicembre 2002  | 14 novembre 2005    |
| 39                         | Mabot convoca urgentemente Mirmo nel suo regno, dove Camilla vede per la prima volta un sacalé, un'entità deforme di cui non si hanno particolari informazioni. D'un tratto, i sacalé cominciano ad aumentare a dismisura e invadono sia il regno di Mirmo che la Terra. Mirmo e Camilla chiedono consiglio ad Anna, la quale gli rivela che i sacalé si moltiplicano solo quando i cinque elementi sono in lite. I due tornano quindi alla tribù, dove scoprono Piro, Aqua, Tera, Leolo e Strato a litigare su quale sia la merenda più appropriata. Con l'aiuto di Camilla e Yacky, Mirmo mette in scena uno spezzone di un telefilm in cui fa comprendere ai cinque elementi il significato dell'amicizia. Il piano va a buon fine e i sacalé scompaiono dalla circolazione. |                   |                     |
| 40                         | Gita sulla neve 「雪山のチョコっと事件」 - Yukiyama no chokotto jiken – "Il caso del cioccolato sulle montagne innevate" | 4 gennaio 2003    | 16 novembre 2005    |
| 40                         | Tommy invita Camilla, Alessia e Fabrizio con i loro folletti in gita sulla neve. Arrivati lì però, scoppia una bufera di neve per cui i ragazzi sono costretti a rimanere nella villa. Murmo cerca di assaggiare di nascosto una nuvola di cioccolato di suo fratello, ma Mirmo irrompe nella stanza e caccia via Murmo per poi chiudersi a chiave. Viene però attaccato alle spalle da qualcuno e gli viene rubata la nuvola di cioccolato. Mirmo chiama quindi il detective Tamigi, il quale tenta di risolvere il caso alludendo a varie ipotesi e dando la colpa a tutti di sproposito. Intanto il colpevole attacca anche Tommy e Alessia, la quale era inizialmente sospettata poiché si aggirava furtivamente con Yacky per la villa. Alla fine, si viene però a scoprire che il colpevole di tutto era un semplice topolino. |                   |                     |
| 41                         | Sfida a Muglonopoli 「妖精スゴロク大会だコロ」 - Yōsei sugoroku taikai da koro – "Il torneo sugoroku dei folletti" | 11 gennaio 2002   | 18 novembre 2005    |
| 41                         | Camilla, Fabrizio, Alessia e Tommy trovano per strada un biglietto della lotteria e grazie ad esso riescono a vincere due biglietti per un parco di divertimenti. Il problema però è che ora non sanno come mettersi d'accordo su chi debba andarci, per cui Mirmo chiama in aiuto il folletto dei dadi di nome Bataclan. Questi fa confrontare i quattro, con i rispettivi folletti a fare coppia, ad un match di Muglonopoli, un gioco simile al gioco dell'oca nel quale i partecipanti si dovranno sfidare in giro per la città a in un percorso visibile solo a loro. I quattro amici sono costretti ad affrontare per ogni casella delle prove, a volte anche strane e pericolose. Durante l'arrivo nell'ultima casella vi è un momento di suspense nel quale Camilla, Alessia e Fabrizio rischiano di arrivare tutti e tre primi, ma alla fine la vittoria va a Tommy, il quale arriva all'ultimo momento accompagnato da una coppia di anziani che era stato obbligato ad accudire come prova. Tommy vince i due biglietti e li dona ai due anziani, ma alla fine decide di accompagnarli in quanto il parco di divertimenti in questione è di proprietà della sua famiglia.                                                                                 |                   |                     |
| 42                         | Mandarini volanti non identificati 「ミカンとコタツ」 - Mikan to kotatsu – "Mandarini e kotatsu" | 18 gennaio 2002   | 21 novembre 2005    |
| 42                         | In un servizio televisivo viene trasmesso in diretta il ritorno di un'astronave proveniente da Marte, i cui astronauti riportano una pietra del pianeta rosso per testimoniare il loro viaggio. Tommy partecipa alla cerimonia e il giorno dopo mostra a Camilla, Alessia e Fabrizio una foto scattata su Marte, dove appaiono alcuni oggetti spaziali simili a mandarini. Alessia rischia di essere catturata da uno di questi mandarini non identificati che alla fine si scopriranno essere navicelle spaziali con a bordo degli extraterrestri simili ai folletti. Mirmo, Rima e Murmo conoscono due di loro, Astro e Nauta, ma questi pensano che gli esseri umani siano persone perfide e maliziose. I due extraterrestri tentano di rubare la pietra di Marte per poter tornare a casa, ma alla fine Camilla e Fabrizio si offrono di aiutarli dimostrando così la loro solidarietà. Yacky accidentalmente invia un messaggio agli altri extraterrestri, i quali arrivano con l'intenzione di distruggere la Terra. Grazie ad un piano escogitato da Mirmo, riescono ad impedire la catastrofe e alla fine Astro e Nauta tornano a casa. |                   |                     |
| 43                         | Sumo è tornato! 「またまた、キンタだす！」 - Mata mata, Kinta dasu! – "Di nuovo di nuovo, c'è Kinta!" | 25 gennaio 2002   | 28 novembre 2005    |
| 43                         | Sumo non riesce più a stare senza Rima per cui si reca sulla Terra a chiederle la sua mano, venendo però respinto più di una volta. Rima confessa a Sumo il suo amore per Mirmo, per cui il folletto decide di sfidarlo in tre competizioni distinte, ovvero la gara di impasto, il tiro alla fune con le boccacce e la maratona in giro per la città su una palla. Mirmo accetta di confrontarsi per orgoglio e non certo per dimostrare di tenere a Rima. Questa rimane moto offesa dal suo comportamento, ma tuttavia decide di prendere parte alle gare e di non interferire. Mirmo vince la prima sfida, mentre Sumo la seconda. Durante la prova finale, Yacky interviene e usa la magia per far cadere Sumo dalla palla. Mirmo si preoccupa di aiutare il suo amico anziché tagliare il traguardo per primo, cosa che colpisce molto Sumo a tal punto da abbandonare la competizione e cedere la vittoria a Mirmo. |                   |                     |
| 44                         | Siete i migliori, Favoli! 「がんばれ！フェアリーズ」 - Ganbare! Fearīzu – "Forza! Fairies" | 1º febbraio 2003  | 30 novembre 2005    |
| 44                         | Diamante, il capitano della squadra di baseball dei Favoli nel regno dei folletti, scopre che la Banda Warumo intende costruire un nuovo nascondiglio all'interno del loro campo da gioco. Per decidere le sorti del campo, la Banda Warumo e i Favoli si sfidano ad una partita di baseball, ma come al solito la Banda Warumo imbroglia e con un incantesimo addormenta per tre giorni tutti i componenti della squadra, ad eccezione di Diamante. Questi chiede quindi aiuto a Mirmo, il quale arruola Camilla, Rima, Murmo, Zeta, Belfiour, Mabot e Tristin per formare una nuova squadra di baseball. La partita inizialmente va a favore dei Favoli, ma la Banda Warumo acquista da Mimomo delle mazze, dei guantoni e delle palline stregate che le permettono di passare in vantaggio. Grazie alla forza di volontà dei Favoli, la Banda Warumo viene sconfitta, ma questi ora intendono distruggere il campo e ingaggiano una lotta contro Diamante. Grazie all'aiuto di Mirmo, Diamante riesce a scacciare dal campo la Banda Warumo e a riprendersi la propria squadra. |                   |                     |
| 45                         | San Valentino 「オトチョコでラブパニ？」 - Oto choko de rabu pani? – "Panico d'amore con il cioccolato di Oto?" | 8 febbraio 2003   | 2 dicembre 2005     |
| 45                         | Camilla decide di regalare a Fabrizio dei cioccolatini fatti da lei per San Valentino, mentre Alessia gli prepara una torta. Yacky cerca di distruggere i cioccolatini fatti da Camilla per Fabrizio, ma accidentalmente distrugge quelli destinati a Mirmo. Figurin torna da Yacky e le porta una torta plagiata da un incantesimo d'amore che ha il potere di far innamorare una persona di chi gliel'ha consegnata. Yacky distrugge per sbaglio la torta di Alessia, e questa decide quindi di appropriarsi della torta di Figurin. Quando Fabrizio assaggia la torta, si innamora di Alessia. Mirmo pensa che dietro a tutto possa esserci una magia e chiama in aiuto la dottoressa Nanni, che gli conferma i suoi sospetti. Nanni gli fornisce il rimedio da applicare a Fabrizio entro le prossime tre ore, ovvero preparare una torta al cioccolato con dentro la noce dell'amore e una lacrima di colui che ha lanciato l'incantesimo. Rima ottiene le lacrime di Figurin e Camilla prepara la torta. Fabrizio la mangia e riacquista il suo vero carattere, cosa che scatena subito l'ira di Alessia. |                   |                     |
| 46                         | Le tre giornaliste 「ニュース３人娘♥」 - Nyūsu 3-nin musume♥ – "Le tre fanciulle delle news♥" | 15 febbraio 2003  | 5 dicembre 2005     |
| 46                         | Vera, Vanity e Novella sono tre giornaliste dei folletti che ottengono molto successo in seguito alla pubblicazione di un articolo sul professor Enma. Decidono poi di pubblicarne uno sul principe Mirmo, il quale comincia a darsi un sacco di arie a vantarsi di fronte agli altri. Murmo e Yacky si alleano quindi per rovinare l'intervista. Usando la magia riescono a far passare Mirmo come un principe monello che fa sempre gli scherzi a Camilla. Re Morumo rimane irritato dalla notizia e decide di interrompere il tirocinio di Mirmo sulla Terra. Murmo e Yacky si rendono contro di aver esagerato e inventano un piano per far passare Mirmo come un eroe. Si travestono perciò da malfattori e rapiscono le tre giornaliste in modo che Mirmo riesca a recuperarle. Vera e le altre riescono però a liberarsi e tentano di catturare i malfattori, finendo però tutti quanti incollati sul muro. Mirmo accorre in loro aiuto e riesce a riguadagnarsi la stima del popolo e di suo padre. |                   |                     |
| 47                         | Nevicata! 「そうなんですか？」 - Sou nan desu ka? – "È così?" | 22 febbraio 2003  | 7 dicembre 2005     |
| 47                         | Dopo una nevicata improvvisa in città, Mirmo chiama a raccolta i suoi amici dal regno dei folletti per giocare sulla neve. Vengono però infastiditi da Yacky e durante una lotta a palle di neve, Tristin cade in acqua e si ammala gravemente. La dottoressa Nanni lo visita e gli consiglia di riposarsi per ristabilirsi più in fretta. Nel frattempo, Mirmo e gli altri tornano sulla neve e durante la loro assenza Tristin si sveglia e corre a cercarli. Tristin viene però invaso da pensieri negativi che alla fine si rivelano accadere realmente per via degli effetti della febbre. Tristin pensa che non rivedrà più i suoi amici, per cui viene imprigionato in una torre di ghiaccio. Camilla utilizza il Microfono per salvarlo dai due mostri posti a guardia della torre e il folletto torna finalmente felice. |                   |                     |
| 48                         | Il blocco da disegno 「妖精らくがきノート」 - Yōsei rakugaki nōto – "Gli appunti di scarabocchi dei folletti" | 1º marzo 2003     | 9 dicembre 2005     |
| 48                         | Yacky acquista un set composto da un blocco da disegno, una lente d'ingrandimento e una matita. Inizia poi a disegnare Mirmo sul blocco, catapultandolo al suo interno per via dei poteri dell'oggetto. Alessia però caccia via Yacky e inizia a disegnare anch'ella. Involontariamente, si teletrasporta nel blocco insieme a Camilla e Fabrizio, dove si ricongiungono con Mirmo. Sanzo e Panzo entrano in camera di Alessia e disegnano sul blocco Yacky, che vi finisce nuovamente anche lui. I due folletti disegnano una serie di strane creature che si manifestano continuamente nel blocco, mettendo involontariamente in pericolo i loro amici. Mirmo e gli altri tentano di raggiungere la fine delle pagine, dove vi è una speciale tazza che potrebbe ricondurli nel loro mondo. Sanzo e Panzo però litigano e strappano il blocco. Una metà di esso viene dispersa, ma Panzo la ritrova e a sua insaputa si teletrasporta nella dimensione del blocco insieme a Rima, Murmo e Tommy. Sanzo recupera la metà perduta e scopre che al suo interno vi sono intrappolati tutti gli altri, per cui riproduce fedelmente la tazza per far ritornare tutti sani e salvi a casa.                                                                               |                   |                     |
| 49                         | La battaglia emotiva di Tommy 「感動の松竹ファイト！でしゅ」 - Kandō no Matsutake faito! deshyu – "La lotta emotiva di Matsutake!" | 8 marzo 2003      | 12 dicembre 2005    |
| 49                         | Alessia accusa Tommy di essere un buono a nulla in quanto non riesce a crescere perché sempre controllato e protetto dalla sua guardia del corpo Alfred. Tommy decide quindi di imparare ad essere un adulto e ordina ad Alfred di stargli lontano, anche se tuttavia egli continua a pedinarlo. Mirmo decide di aiutare Tommy comprando da Mimomo la riproduzione della Torre della Maturità, dove Tommy deve superare tre prove per imparare a crescere. Tommy riesce alla fine a superarle, ma uscito dalla Torre scopre che Alfred ha deciso di andarsene. In un disperato tentativo di fermarlo, Tommy corre alla stazione e rivela ad Alfred di aver bisogno di lui per saper davvero maturare come si deve. |                   |                     |
| 50                         | Il gioiello del tempo 「昔のミルモを倒せ！」 - Mukashi no Mirumo wo taose! – "Sconfiggi il Mirumo del passato!" | 15 marzo 2003     | 14 dicembre 2005    |
| 50                         | In una dimensione sconosciuta, viene rubato misteriosamente un particolare oggetto, chiamato Gioiello del Tempo. Ivol, una folletta malvagia e artefice della rapina, consegna il prezioso gioiello alla Banda Warumo, la quale lo usa per tornare ripetutamente nel passato, al momento in cui Camilla non possedeva ancora il Microfono. Mirmo e Camilla seguono i cinque folletti in ogni momento in cui essi ritornano, ripercorrendo i loro vecchi ricordi ed emozioni, e anche quelle di Yacky. Dopo varie tappe nel passato, la Banda Warumo ritorna nel presente per poi recarsi nel regno di Mirmo, dove il Gioiello del Tempo viene accidentalmente distrutto. A causa di questo gesto, il tempo nel regno viene congelato. |                   |                     |
| 51                         | Il regno di Mirmo, congelato nel tempo 「止まった妖精界」 - Tomatta Yōsei-kai – "Il regno dei folletti fermo" | 22 marzo 2003     | 16 dicembre 2005    |
| 51                         | Yacky giunge nel regno dei folletti e incontra Mirmo e Camilla, i quali lo avvertono della situazione. Mimomo rivela a Mirmo che il Gioiello del Tempo in realtà si tratta di un uovo deposto da un uccello chiamato Tempo Volante, quindi per far scorrere nuovamente il tempo bisogna trovare l'uccello e fargli deporre un altro uovo. Mirmo e gli altri due inseguono l'uccello fino al Santuario del Tempo, ma il pennuto entra all'interno del Corridoio del Tempo, dove per accedervi è necessario che quattro folletti continuino a ballare la danza dell'Apriti Sesamo. Mentre Mirmo, Rima, Yacky e Murmo ballano, Camilla, Fabrizio, Alessia e Tommy vengono trasformati in folletti e costretti ad entrare nel corridoio per trovare il Tempo Volante. I quattro percorrono varie epoche storiche, sia passate che future, ma non trovano traccia dell'uccello. Inaspettatamente, trovano una sua piuma in una delle entrate di un'era passata, dove però vengono attaccati da dei folletti del tutto simili a Mirmo e gli altri. |                   |                     |
| 52                         | Il tempo è tornato 「動け！ミルモの里」 - Ugoke! Mirumo no sato – "Si muove! La terra di Mirumo" | 29 marzo 2003     | 19 dicembre 2005    |
| 52                         | Camilla, Fabrizio, Alessia e Tommy si accorgono di aver accidentalmente alterato le condizioni del passato nel regno di Mirmo e, di conseguenza, anche quelle future. La terra dei folletti è pervasa da molto tempo dalle guerre, nelle quai uno vuole dominare sull'altro. I cinque elementi intervengono quindi per distruggere l'antico regno a causa dei continui litigi. Camilla però non vuole che ciò accada e tramite il Microfono riesce ad esprimere la sua determinazione e la sua bontà che tiene nel cuore, cosa che permette ai cinque elementi di cambiare idea e interrompere la distruzione del regno. Il Tempo Volante intanto depone un secondo Gioiello del Tempo. Camilla e gli altri lo rimettono al suo posto giusto un attimo prima che il portale del Santuario del Tempo si chiuda e così il tempo può continuare a scorrere nel regno di Mirmo. |                   |                     |
| 53                         | Ho rotto le maracas 「マラカス、こわしちまった！？」 - Marakasu, kowashichimatta!? – "Le maracas, si sono rotte!?" | 5 aprile 2003     | 21 dicembre 2005    |
| 53                         | Dopo il ritorno dal Santuario, Camilla non sa che fine abbia fatto il Microfono e nel tentativo di effettuare un incantesimo, Mirmo rompe le sue maracas. La stessa cosa succede anche agli strumenti di Rima, Yacky e Murmo, ma molto probabilmente ciò è dovuto al fatto che gli strumenti magici abbiano esaurito la loro energia durante la danza Apriti Sesamo. Mirmo e gli altri si recano in aiuto dai cinque elementi, che li conducono verso Taju, l'artigiano di strumenti magici. Intanto, Camilla, Fabrizio, Alessia e Tommy ricevono dei doni da re Morumo per aver salvato il regno dei folletti e Camilla ottiene il diploma. Il professor Enma decide poi di aprire una scuola nel mondo degli umani, mentre Mimomo inaugura un nuovo negozio di magia. Mirmo e gli altri sono costretti ad occuparsi di un germoglio ciascuno per riparare gli strumenti, ma improvvisamente riceve una chiamata da Camilla tramite il Chiama-Muglo, in cui scopre che la ragazza si trova in pericolo. Mirmo torna sulla Terra accompagnato dagli altri, facendo sì che Taju restituisse loro gli strumenti per il nobile gesto per poi sbarazzarsi del mostro. |                   |                     |
| 54                         | Una nuova compagna di classe: Cecilia 「ふしぎ転校生・沙織」 - Fushigi tenkōsei Saori – "La misteriosa studentessa trasferitasi: Saori" | 12 aprile 2003    | 23 dicembre 2005    |
| 54                         | Dopo aver ricevuto i nuovi strumenti, Murmo e Yacky riescono a farne uso, ma Rima ancora non ne è in grado. Intanto la perfida Ivol, mandante del famelico mostro che ha attaccato Camilla nella sua scuola, riceve l'ordine dalla massima autorità del male Tenebro di portare scompiglio nel mondo degli umani. Nella classe di Camilla arriva una nuova alunna di nome Cecilia, apparentemente poco socievole, ma molto gentile che a differenza degli altri umani può vedere i folletti benché non ne possegga uno. Tommy invita Camilla e gli altri, compresa Cecilia, ad ammirare la fioritura dei ciliegi. Durante il pic-nik però, Ivol entra in attacco e manda in battaglia un secondo mostro. Nel tentativo di proteggere Rima, Fabrizio rimane ferito. Ciò scatena la rabbia della folletta che finalmente riesce ad utilizzare la sua nuova magia e a sconfiggere il mostro. Ivol si presenta poi a Mirmo, cosa che fa capire al principe che il pericolo è nuovamente in agguato. |                   |                     |
| 55                         | Alessia ha un fratello? 「日高さんの弟？」 - Hidaka-san no otōto? – "Il fratello minore di Hidaka?" | 19 aprile 2003    | 27 dicembre 2005    |
| 55                         | Dopo essere stati nuovamente carcerati, la Banda Warumo riesce a liberarsi ancora con la magia. Una mattina a scuola, Camilla e gli altri incontrano per la prima volta Arthur, il fratello di Alessia fissato per cose spaventose e impossibili e fenomeni paranormali. Mentre Alessia è a scuola, Arthur si intrufola nella sua stanza e scopre degli oggetti muoversi da soli, anche se in realtà si tratta niente meno che di Sanzo e Panzo. Ciò gli fa pensare che la stanza di sua sorella sia infestata dagli spiriti, per cui decide di continuare a pedinarla per andare a fondo alla questione. La Banda Warumo torna sulla Terra e rivela a Yacky la presenza di un loro superiore, ovvero Tenebro. I cinque folletti creano scompiglio per la città e mettono Arthur e Alessia in pericolo. Yacky interviene per salvare i due, mentre Mirmo scaccia via ancora una volta la Banda Warumo. |                   |                     |
| 56                         | La fabbrica di dolci 「お菓子なおはなし」 - Okashi na ohanashi – "Una storia di dolci" | 26 aprile 2003    | 28 dicembre 2005    |
| 56                         | Mirmo e gli altri folletti devono disputare una gara di ballo alla Muglo-School, ma Murmo decide di saltare la scuola dato che il giorno successivo Camilla, Fabrizio e gli altri sarebbero andati a visitare una fabbrica di dolci. Murmo va con loro, ma lì scopre che i suoi compagni si sono recati in gita nella fabbrica sotto consiglio di Mirmo. Mentre tenta di nascondersi per non farsi scoprire, Murmo trova una bambola fatta di dolci, destinata ad essere un regalo per Camilla da parte di Tommy. All'insaputa di ciò, Murmo la mangia, ma quando lo viene a sapere non riesce a dire la verità a Tommy. Ivol intanto raggiunge la fabbrica e intende divorare tutti i dolcetti. Per prima cosa chiude Mirmo, Rima e gli altri folletti, tranne Murmo, in una scatola e poi rilascia un altro mostro a divorare dolci. Grazie a Murmo, il mostro viene sconfitto e Ivol viene scacciata nuovamente via. |                   |                     |
| 57                         | Un fiore di nome Rima 「リルムという名の花」 - Rirumu to iu na no hana – "Un fiore di nome Rilum" | 3 maggio 2003     | 29 dicembre 2005    |
| 57                         | Ivol vorrebbe proporre a Mirmo di diventare un suo alleato, ma Rima si frappone sempre tra i due e Ivol non riesce a confrontarsi con il principe. Decide quindi di sbarazzarsi di Rima, ma durante lo scontro questa lancia un incantesimo contro Ivol, la quale si protegge con uno specchio in modo che la magia rimbalzi di nuovo su Rima. Questa diviene quindi un fiore, per cui ora Ivol può occuparsi di Mirmo. Fabrizio e Camilla trovano il fiore di nome Rima per strada e Camilla chiede a Murmo di trovare una formula per annullare l'incantesimo. Murmo trova una magia da pronunciare simile ad uno scioglilingua e, dopo vari tentativi, Panzo riesce a farcela. Rima accorre in aiuto a Mirmo e trasforma Ivol in un maiale, anche se la perfida folletta riesce a liberarsi dal sortilegio. |                   |                     |
| 58                         | La festa della mamma 「ミルモとムルモの兄弟船」 - Mirumo to Murumo no kyodai sen – "La nave dei fratelli Mirumo e Murumo" | 10 maggio 2003    | 30 dicembre 2005    |
| 58                         | Camilla parla a Mirmo e Murmo del giorno della festa della mamma. I due decidono di andare dalla regina Saria per renderla felice in evento di quel giorno. La regina però si ammala gravemente e secondo alcune tesi elaborate dal dottor Vocione, potrebbe scomparire in seguito ad un virus proveniente in parte dal mondo degli umani. Secondo il dottor Vocione, solo una speciale alga che si trova sulla Terra può curare la regina. Fabrizio scopre tramite una cartina che l'alga si trova precisamente vicino all'isola in cui in precedenza erano andati in vacanza. Camilla, Fabrizio e gli altri si recano nuovamente sul posto. Giunti lì, Mirmo e Murmo si immergono alla ricerca dell'alga, ma vengono ostacolati da Ivol e Yacky. Entrambe vengono scacciati e Mirmo riesce a portare l'alga a sua madre prima che ella scompaia del tutto. |                   |                     |
| 59                         | La banda Warumo si divide? 「ついに解散、ワルモ団！？」 - Tsui ni kaisan, Warumo-dan!? – "Infine si scioglie la banda Warumo!?" | 17 maggio 2003    | 2 gennaio 2006      |
| 59                         | La Banda Warumo attua un nuovo piano per avere la vittoria su Mirmo, ma come al solito fallisce e alla fine i cinque folletti litigano e si dividono. Primo diviene un ortolano, Deuzio ritorna ad essere un cavaliere benestante in possesso di molto denaro, Terzio avvia un'agenzia di trasporti, Quatro diventa un cantante di strada e Quinto si dedica alla predizione del futuro. Ogni membro della Banda chiede singolarmente aiuto a Yacky, Sanzo e Panzo, i quali si ritrovano ancora più indaffarati del solito. Vorrebbero quindi che la Banda Warumo si riunisse, per cui gli fanno ripercorrere tutti i bei momenti e le rammentano indirettamente tutte le malefatte combinate a re Morumo. La Banda Warumo torna quindi in azione e attua nuovi piani per sconfiggere Mirmo. |                   |                     |
| 60                         | Murmo è mio! 「ムルモはわたちのもの」 - Murumo wa watachi no mono – "Murumo è mio" | 24 maggio 2003    | 3 gennaio 2006      |
| 60                         | Fairy torna sulla Terra con l'intenzione di rivelare una volta per tutte i suoi sentimenti a Murmo. Purtroppo però i due finiscono sempre a litigare e si allontano sempre di più l'uno dall'altro. Ivol intanto decide di catturare Murmo per fare in modo che Mirmo ceda al suo ricatto e si allei con lei. Fairy si finge alleata di Ivol per tentare di salvarlo, ma è costretta a sottostare ai suoi ordini e a fare del male a Murmo. Fabrizio intuisce il piano di Fairy e ordina a Mirmo di fingere un'alleanza con Ivol. Questa però scopre l'inganno e cattura tutti quanti, per poi fare del male a Fairy. Murmo la difende, ma Fairy accidentalmente lo fa cadere da un tetto, anche se poi Mirmo sistema le cose e allontana ancora una volta Ivol. Fairy vuole dichiararsi ancora a Murmo, ma i loro litigi glielo impediscono di nuovo. |                   |                     |
| 61                         | Un concerto pericoloso 「危険なリサイタル」 - Kiken na risaitaru – "Un recital pericoloso" | 31 maggio 2003    | 4 gennaio 2006      |
| 61                         | Cecilia decide di esibirsi in un concerto di musica classica suonando il flauto. Per via di un incidente causato da Mirmo, Cecilia rimane però ferita ad un dito, ma tuttavia decide di impegnarsi al massimo per suonare bene, nonostante Mirmo le avesse proposto di aiutarla con la magia. Ivol intanto decide di seminare il caos al concerto, per cui nel bel mezzo dell'esibizione di Cecilia manda un piccolo pennuto gracchiante a disturbare la quiete di Camilla, Fabrizio, Alessia e Tommy, in quanto solo loro possono vederla. Cecilia però scatena involontariamente un alone nero che trasforma il mostriciattolo in essere più grande e spaventoso che comincia a distruggere l'auditorium. Mirmo tuttavia riesce a battere Ivol e il mostro. Nel frattempo, l'alone nero si sposta sotto un ponte, dove riesce ad aprire un portale tra il regno di Mirmo e la Terra. |                   |                     |
| 62                         | Sumo e Ponta 「キンタとポンタ」 - Kinta to Ponta – "Kinta e Ponta" | 7 giugno 2003     | 5 gennaio 2006      |
| 62                         | Nella tribù Gurum, Sumo affida la sua mucca volante Milky al piccolo Ponta e gli dona un'ocarina per farla placare nel caso si agiti. Durante la mungitura di Milky, l'ocarina cade nel passaggio tra la Terra e il regno di Mirmo creato dall'alone nero e Ponta finisce per sbaglio sulla Terra. Sumo lo raggiunge poi nel mondo degli umani e chiede a Mirmo e agli altri di aiutarlo a cercare Ponta. Questi intanto incontra Yacky, Sanzo e Panzo, con cui fa subito amicizia. Improvvisamente ritorna Ivol, la quale trasforma Milky in un vero e proprio mostro e lo manda in battaglia contro i suoi stessi amici. Ponta arriva giusto in tempo per consegnare l'ocarina a Sumo, in modo che possa calmare la furia della sua mucca. Mirmo lancia poi un incantesimo che ristabilisce l'ordine e riporta Milky a suo stato originale. Infine, Sumo e Ponta tornano a casa e Mirmo chiude finalmente il portale tra i due mondi. |                   |                     |
| 63                         | La muffa 「奥さん、カビですよ！」 - Okusan, Kabi desu yo! – "Signora, sono Kabi!" | 14 giugno 2003    | 9 gennaio 2006      |
| 63                         | Tenebro affida ad Ivol il compito di trovare i fiori del male per seminare malvagità nel mondo degli umani. Durante le ricerche però, Ivol scambia una carota ammuffita per uno di quei misteriosi fiori e usa la magia per modificarlo, trasformandolo erroneamente in un piccolo mostro di nome Rudo. Questi si ribella ad Ivol e comincia ad utilizzare il suo potere per cospargere di muffa l'intero quartiere. Camilla, Mirmo e gli altri si danno da fare per capire quale sia la fonte di generazione di tutta quella sporcizia e chiamano in loro aiuto la folletta delle pulizie di nome Linda affinché li aiuti a ripulire la città. Rudo finisce in una specie di giungla riprodotta schematicamente e fisicamente all'interno della villa di Tommy. A causa dell'umidità artificiale instaurata da Alfred, Rudo diventa ancora più grande e sommerge l'abitazione di muffa. Mirmo interviene subito e si unisce per la prima volta con Ivol per battere definitivamente il mostro creato da questa. |                   |                     |
| 64                         | Una magia potentissima (prima parte) 「とにかくすごい魔法（前篇）」 - Tonikaku sugoi mahō (zenpen) – "Comunque incredibile magia (prima parte)" | 21 giugno 2003    | 11 gennaio 2006     |
| 64                         | L'artigiano Taju porta ai cinque elementi dei nuovi oggetti magici da distribuire ai folletti appena nati e parla loro di un nuovo potere che si cela nei singoli strumenti di Mirmo, il quale possiede il potere di materializzare e alterare le cose, Rima, che ha la forza di cambiarne le forme, Yacky, il cui potere può spostare e far sparire ogni oggetto, e Murmo, il quale può cambiare i sentimenti della gente. Nel frattempo, Tenebro obbliga Ivol ad allearsi alla Banda Warumo per creare il caos nella scuola di Camilla e le consegna poi delle strane entità simili a zecche, chiamate Magic-Zeck, che hanno il potere di assorbire la magia di un folletto. Ivol tuttavia decide di agire da sola, ma anche la Banda Warumo parte all'attacco contro gli studenti. Ivol intanto libera le zecche e le fa battere contro gli amici di Mirmo e il professor Enma. Poi si scontra con Mirmo, Rima e Murmo, i quali poteri vengono assorbiti dalle zecche. Alla fine, Ivol lancia un incantesimo e riduce tutti e tre in pietra. |                   |                     |
| 65                         | Una magia potentissima (seconda parte) 「とにかくすごい魔法（後篇）」 - Tonikaku sugoi mahō (kōhen) – "Comunque incredibile magia (seconda parte)" | 28 giugno 2003    | 13 gennaio 2006     |
| 65                         | Camilla riesce a riportare Mirmo, Rima e Murmo alla normalità facendoli bollire nell'acqua calda. Intanto alla scuola dei folletti situata sul tetto della scuola di Camilla, Zeta, il professor Enma e gli altri studenti affrontano una dura battaglia contro le Magic-Zeck. Camilla li raggiunge e, su ordine del professor Enma, si reca al negozio di Mimomo a comprare un'ampolla magia in grado di imprigionare le zecche. Camilla esegue gli ordini e il professor Enma riesce a neutralizzare il loro potere. Cecilia però rompe misteriosamente l'ampolla e il potere delle zecche viene nuovamente sprigionato sotto forma di un'unica zecca gigante comandata da Ivol e dalla Banda Warumo. Nel bel mezzo della lotta, Alessia supplica Yacky di ribellarsi al male. Il folletto cede alle preghiere dell'amata padroncina e abbandona la Banda Warumo, per poi unirsi a Mirmo in un potente attacco chiamato Orchestra Magica, con il quale i due riescono a scacciare Ivol e gli altri. Al termine dell'episodio, all'insaputa di tutti tranne che del pubblico, si scopre che Tenebro è nascosto nella stanza di Cecilia. |                   |                     |
| 66                         | Scambio di identità 「どっちがどっちでどっちっち？」 - Dotchi ga dotchi de dotchitchi? – "Chi è chi è chi?" | 5 luglio 2003     | 16 gennaio 2006     |
| 66                         | Ivol continua imperterrita la sua missione di seminare cattiveria tra gli umani per far risorgere il suo maestro Tenebro. La Banda Warumo invece viene considerata incapace di tale impresa, per cui decide di dimostrare la propria capacità comprando da Mimomo un pacco di biscotti in grado di scambiare l'identità di due persone. I cinque folletti applicano il prodotto su Mirmo e Camilla, per fare in modo che Mirmo non possa più utilizzare la magia essendo intrappolato nel corpo di un umano. La Banda Warumo viene rincorsa da Mirmo, ma essi nel frattempo riescono anche a scambiare le identità di Murmo e Tommy e di Yacky e Alessia. Tutti quanti cercano quindi di recuperare i biscotti per mangiarli di nuovo e ritornare ognuno nei propri corpi. Camilla, Alessia e Tommy intanto, nei corpi dei rispettivi folletti, vengono attaccati da Ivol. Mirmo recupera i biscotti, ma essi vengono accidentalmente ridotti in mille pezzi, cosa che consente a tutti di scambiarsi le identità a vicenda. |                   |                     |
| 67                         | Il "fidanzato" di Ivol 「なよなよなようせい」 - Nayonayo na yōsei – "Il folletto debole" | 12 luglio 2003    | 18 gennaio 2006     |
| 67                         | Ivol tenta di attaccare nuovamente Mirmo, ma incontra Miren, un suo spasimante che frequentava nel regno dei folletti. Miren vorrebbe tornare con lei, ma Ivol lo considera un debole e un rammollito e lo caccia via. Miren incontra Mirmo, Rima e Camilla e gli racconta la sua storia, senza però fare il nome della sua misteriosa amata. Rima convince Mirmo ad aiutare Miren e il folletto acconsente facendogli praticare diverse attività e vari sport per renderlo più sicuro di sé. Sul luogo arriva anche Ivol, la quale ordina a Miren di battersi con Mirmo per dimostrarle la sua forza. Mirmo finge di essere sconfitto per far capire a Ivol quanto Miren valga, ma Yacky si intromette nella lotta e, nel tentativo di metterlo fuori combattimento, Mirmo colpisce Miren facendolo apparire ancora debole. Alla fine tuttavia, Ivol lo cura e gli concede di restare con lei solamente per un giorno. |                   |                     |
| 68                         | La principessa Rosa 「スーパーお嬢さま・桃ちゃん」 - Sūpā ojō-sama Momo-chan – "Super principessa: Momo" | 19 luglio 2003    | 20 gennaio 2006     |
| 68                         | Tommy decide di invitare Camilla, Alessia e Fabrizio di nuovo in vacanza con lui in una delle sue ville al mare, ma irrompe a casa sua una ragazzina di nome Rosa, figlia di un'importante famiglia internazionale potente e ricca quanto quella di Tommy. Rosa vorrebbe invitare Tommy a trascorrere le vacanze insieme, ma alla fine decide di andare con lui e i suoi amici. Tommy inventa delle scuse per indurla a non seguirlo, ma tuttavia Rosa si presenta sull'isola dove sono andati per intralciare Camilla, in quanto ella crede che possa essere interessata a Tommy. Rosa si mostra molto scontrosa nei confronti di Camilla, mentre Alessia ordina a Yacky di farla innamorare di Tommy in modo che Rosa non rappresenti più un ostacolo. Accidentalmente Rosa cade in acqua e Yacky e Camilla la salvano, ma tuttavia la ragazzina rimane offesa dal comportamento di Tommy e se ne va. Rosa però rischia ancora di cadere da una scogliera, ma fortunatamente arrivano Murmo e Rima che con la loro Orchestra Magica riescono a salvare sia lei che Tommy, il quale si era dato molto da fare per aiutarla a non cadere. |                   |                     |
| 69                         | Amiche 「大切な友達」 - Taisetsu na tomodachi – "Amiche importanti" | 26 luglio 2003    | 23 gennaio 2006     |
| 69                         | Camilla prepara dei dolcetti per Fabrizio, ma Mirmo li divora e i due litigano. Mirmo va via di casa e incontra una ragazza di nome Marina, la quale è alla ricerca della sua folletta di nome Sophie che non vede da molto tempo a causa di una lite. Mirmo la aiuta a ritrovarla e scopre che Sophie si è recata sulla Terra per riunirsi alla sua padroncina. Camilla incontra Sophie e le due si mettono alla ricerca di Marina. Inizia così un doppio "tour" della città durante il quale Rima, Murmo, Yacky, Sanzo e Panzo si uniscono a Mirmo e Marina, mentre Fabrizio, Alessia e Tommy continuano sulle tracce della ragazza. La Banda Warumo scopre cosa sta succedendo e si intromettono per fare in modo che Sophie e Marina non si incontrino. A causa di un ennesimo errore, Marina si ricongiunge alla sua folletta, ma la Banda Warumo parte all'attacco, per poi venire ancora battuta da Mirmo. Sophie e Marina fanno la pace, così come anche Mirmo e Camilla. |                   |                     |
| 70                         | Il parco degli animali 「動物ワンサカてんこもり」 - Dōbutsu wan saka tenkomori – "Circondati dagli animali" | 2 agosto 2003     | 25 gennaio 2006     |
| 70                         | Camilla e gli altri vanno a trascorrere una giornata in uno zoo a cura della famiglia di Tommy. Durante la visita, Alessia ordina a Yacky di disorientare Camilla, ma involontariamente la fa finire all'interno della stanza dei pinguini insieme a Fabrizio. Ivol, che crede che nella stanza ci sia anche Mirmo, li intrappola all'interno e riduce il livello di temperatura per farli morire di freddo. Mirmo e gli altri folletti affrontano Ivol, la quale forma uno scudo di magia oscura per impedire che possano liberarli. Murmo e Rima utilizzano il potere dell'Orchestra, ma la combinazione magica li fa finire nella stanza con Camilla e Fabrizio. Yacky unisce quindi i suoi poteri con Murmo e riescono a liberare tutti facondo diventare i loro corpi trasparenti in modo che possano attraversare le pareti. |                   |                     |
| 71                         | Commessi per un giorno 「すいませ～ん」 - Suimase~n – "Mi scusi~" | 9 agosto 2003     | 27 gennaio 2006     |
| 71                         | Mirmo ordina al negozio di Mimomo un dito di cioccolato, ma gli arriva una consegna sbagliata e quindi decide di riportarla indietro. Arrivati al negozio di magia, Mirmo, Rima e gli altri scoprono che Mimomo è in vacanza e che al suo posto la gestione è stata presa in mano da una folletta di nome Disputin. Questa però risulta essere molto disattenta e sbadata in quanto molti clienti intendono reclamare per aver ricevuto ordini errati. Mirmo e Yacky si offrono di aiutarla e decidono di mettere un saldo un prodotto di successo come consigliato dal libro di istruzioni scritto da Mimomo. Disputin decide quindi di sfruttare le sue doti culinarie per preparare ottimi dolci da vendere. Dopo aver chiesto consigli in giro per i negozi della città, Camilla e gli altri vengono però attaccati da un mostro mandato da Ivol. Rima e Yacky uniscono le loro forze nell'Orchestra Magica e fondono Mirmo con uno scarabeo catturato da Tommy, in modo che riesca a scacciare ancora la malvagia folletta. Grazie ad un prodotto magico chiamato Muglo Copy Machine, Disputin riesce a moltiplicare i suoi dolci per venderli ed avere successo.                                                                                               |                   |                     |
| 72                         | La visita di Furetta 「ヤマネ参上でございます」 - Yamane sanjō de gozaimasu – "Appare Yamane" | 16 agosto 2003    | 30 gennaio 2006     |
| 72                         | Ratin, il cugino di Yacky, ritorna a casa dopo tanto tempo e scopre che la sua sorellina minore Furetta si è recata sulla Terra per far visita a Yacky. Furetta infatti intende prendere delle lezioni di ninja da suo cugino, ma questi non ne vuole spare e vorrebbe che lei tornasse a casa. Tuttavia, la folletta riesce a dimostrargli più volte le sue capacità in combattimento, riuscendo anche a battere Mirmo. Nel frattempo, Camilla, Fabrizio e Alessia vengono invitati al cinema da Tommy a vedere il nuovo film horror su Testa di Secchio, ma durante la proiezione, Ivol interviene e fa emergere appunto Testa di Secchio dal maxischermo per scatenarlo contro i ragazzi. Camilla chiede aiuto a Rima, che insieme a Furetta accorrono in aiuto di Mirmo e tutti gli altri. Furetta ingaggia una lotta contro Testa di Secchio, alla fine del quale Mirmo e Yacky riescono a sconfiggerlo con la magia. Yacky decide poi di accettare la richiesta di Furetta e di insegnarle a diventare una vera ninja. |                   |                     |
| 73                         | La sindrome cioè, cioè 「ぶっちゃけ、どーよ？」 - Bucchake, dō yo? – "Francamente, com'è?" | 23 agosto 2003    | 1º febbraio 2006    |
| 73                         | Re Morumo e il suo ministro giungono sulla Terra per indagare sulle molte comparse di portali che collegano il regno di Mirmo al mondo degli umani. Insieme a Camilla, Fabrizio e Cecilia, i folletti si recano per prima a casa di Tommy, dove si sta svolgendo una gara di frappé. Ivol però li attacca e durante lo scontro il re beve per sbaglio del peperoncino rosso che lo rende vittima della sindrome cioè cioè, a causa della quale perde completamente la memoria. Mirmo e gli altri tentano in ogni modo di guarirlo, ma il dottor Vocione rivela loro che il modo più efficace è quello di far riaffiorare uno dei suoi più speciali ricordi. Mirmo, Murmo e il ministro tentano di ricordare quale sia uno dei ricordi particolari di re Morumo, ma arriva Saria, la quale viene però respinta dal suo stesso marito. Ciò scatena nella regina una profonda tristezza, che porta Mirmo e Murmo a dare vita alla loro Orchestra Magica per riportare re Morumo al momento in cui conobbe Saria grazie al nuovo folletto Matito, creato grazie alla combinazione dei loro poteri trasformando una matita. Re Morumo recupera finalmente la memoria e ora può finalmente tornare a casa con sua moglie.                                                  |                   |                     |
| 74                         | Il destino del cavaliere Matsutake e il mistero della Finelama 「坊ちゃまクエスト・ペラペラ剣の謎」 - Bōchama kuesuto Perapera ken no nazo – "L'inchiesta del giovane signore. Il mistero della spada Perapera" | 30 agosto 2003    | 3 febbraio 2006     |
| 74                         | Mirmo, Rima e tutti gli altri trascorrono un pomeriggio a casa di Fabrizio a giocare ad un nuovo videogioco di proprietà della famiglia di Tommy. Durante una lite per stabilire a chi toccasse giocare, i folletti eseguono tutti quanti insieme un incantesimo e vengono catapultati insieme a Camilla, Fabrizio, Alessia, Tommy e Cecilia all'interno del videogioco. Per uscirvi quindi il cavaliere Matsutake, impersonato da Mirmo, deve percorrere una serie di peripezie incontrando i vari personaggi e svelando il mistero della Finelama, una potente arma in grado di annientare il potente demone e salvare la bellissima principessa. L'episodio termina con la simulazione del matrimonio tra il cavaliere Matsutake e la principessa, impersonata da Cecilia. |                   |                     |
| 75                         | Il nascondiglio segreto 「秘密基地を守れ！」 - Himitsu kichi wo mamore! – "Proteggete la base segreta!" | 6 settembre 2003  | 6 febbraio 2006     |
| 75                         | Arthur, il fratellino di Alessia, continua imperterrito ad importunare la sorella insieme ai due amici Alin e Franco poiché sempre più convinto che in essa si nasconda un fenomeno paranormale. Un giorno Camilla trova il nascondiglio della società segreta di Arthur e i suoi amici che si occupa di casi impossibili ed extraterrestri come fantasmi o alieni. Camilla per aver scoperto il luogo in cui si trova la loro tana è costretta ad entrare a far parte del loro club. Tornati a casa, Arthur e gli altri scoprono che presto la città sarà colpita da un tifone. Arthur esce di casa e Alessia corre a cercarlo. Camilla gli rivela il luogo del nascondiglio, in quanto è convinta che Arthur si sia recato lì. Alessia e gli altri trovano Arthur, Alin e Franco intenti a proteggere il loro nascondiglio dal tifone, ma purtroppo finisce distrutto dall'acqua. Tuttavia, loro riescono a salvarsi e grazie all'Orchestra Magica di Mirmo e Rima, il nascondiglio ritorna dove era. |                   |                     |
| 76                         | Gita agli studi televisivi 「行くぞ！テレビ局」 - Iku zo! Terebi kyoku – "Andiamo! L'emittente televisiva" | 13 settembre 2003 | 8 febbraio 2006     |
| 77                         | Tenebro si sta risvegliando 「ダアクがよみがえる時」 - Daaku ga yomigaeru toki – "Il momento in cui Dark si risveglia" | 20 settembre 2003 | 10 febbraio 2006    |
| 78                         | Mirmo: energia d'oro? 「ゴールデンなミルモ！？」 - Gōruden na Mirumo!? – "Mirumo d'oro!?" | 27 settembre 2003 | 13 febbraio 2006    |
| Seconda serie (24 episodi) | |                   |                     |
| 79                         | Piacere, io sono Mirmo! 「はじめまして､ミルモです！」 - Hajimemashite, Mirumo desu! – "Piacere, sono Mirumo!" | 7 ottobre 2003    | 28 giugno 2007      |
| 80                         | Adesivi 「シールがハルノ」 - Shīru ga haruno | 14 ottobre 2003   | 15 febbraio 2006    |
| 81                         | Come fare amicizia con i folletti 「妖精と友達になる方法」 - Yōsei to tomodachi ni naru hōhō – "Come fare amicizia con i folletti" | 21 ottobre 2003   | 17 febbraio 2006    |
| 82                         | Il concerto dei folletti 「フェアリーコンサート」 - Fearī konsāto – "Il concerto dei folletti" | 28 ottobre 2003   | 20 febbraio 2006    |
| 83                         | A tutta velocità! 「激走！荒野の大レース」 - Gekisō! Arano no dai rēsu – "Corri come un matto! La grande corsa selvaggia" | 4 novembre 2003   | 22 febbraio 2006    |
| 84                         | Una gita pericolosa 「野生のしゃけびでしゅ♥」 - Yasei no shakebi deshu♥ – "È un grido selvaggio♥" | 11 novembre 2003  | 24 febbraio 2006    |
| 85                         | Nel cuore di Mirmo 「素直なフェアリー・ミルモ？」 - Sunao na fearī Mirumo? – "Mirumo folletto onesto?" | 18 novembre 2003  | 27 febbraio 2006    |
| 86                         | La tragedia della famiglia Numismo 「小金持家の悲劇」 - Koganemochi-ka no higeki – "La tragedia della famiglia Koganemochi" | 25 novembre 2003  | 1º marzo 2006       |
| 87                         | Il torneo di pallavolo 「あたたたアタック、レレレのレシーブ」 - Atatata atakku, rerere no reshību – "Attacca, ricevi" | 9 dicembre 2003   | 3 marzo 2006        |
| 88                         | Il Muglologio (prima parte) 「妖精チックな時計～第一章～」 - Yōsei chikkuna tokei ~daiisshō~ – "L'orologio dei folletti ~prima parte~" | 16 dicembre 2003  | 6 marzo 2006        |
| 89                         | Il Muglologio (seconda parte) 「妖精チックな時計～最終章～」 - Yōsei chikkuna tokei ~saishūshō~ – "L'orologio dei folletti ~seconda parte~" | 23 dicembre 2003  | 8 marzo 2006        |
| 90                         | La storia di Cenerentola 「カエデレラ姫物語」 - Kaederera-hime monogatari – "La storia della principessa Kaederella" | 6 gennaio 2004    | 10 marzo 2006       |
| 91                         | Una brava banda di cattivi 「育て！ワルモキッズ」 - Sodate! Warumo kizzu – "Crescete! Piccoli Warumo" | 13 gennaio 2004   | 13 marzo 2006       |
| 92                         | Rima e Ivol a scuola di cucina 「リルム・アクミの３０分クッキング」 - Rirumu Akumi no 30-bun kukkingu – "La cucina da 30 minuti di Rilum e Akumi" | 20 gennaio 2004   | 15 marzo 2006       |
| 93                         | Folletti innamorati 「恋する妖精」 - Koisuru yōsei – "Folletti innamorati" | 27 gennaio 2004   | 20 marzo 2006       |
| 94                         | Il negozio di Mimomo è in pericolo 「超危うし！ミモモショップ」 - Chō ayaushi! Mimomo shoppu – "Super pericolo! Il negozio di Mimomo" | 3 febbraio 2004   | 22 marzo 2006       |
| 95                         | Murmo si fidanza? 「大物妖精Ｍ､電撃婚約！？」 - Ōmono yōsei M, dengeki konyaku!? – "Grande folletto M, fidanzamento fulmineo!?" | 10 febbraio 2004  | 24 marzo 2006       |
| 96                         | I folletti alle Muglo-Terme 「必見！妖精が行く温泉の旅」 - Hikken! Yōsei ga iku onsen no tabi – "Da vedere! Il viaggio alle terme dove vanno i folletti" | 17 febbraio 2004  | 27 marzo 2006       |
| 97                         | Un appuntamento tutto per Cecilia 「ドキッ！沙織だらけのデート大会」 - Doki-! Saori darake no dēto taikai – "Batticuore! Il torneo di appuntamenti pieno di Saori" | 24 febbraio 2004  | 29 marzo 2006       |
| 98                         | Fine di un'amicizia 「バラバラになった友情」 - Barabara ni natta yūjō – "Un'amicizia andata in pezzi" | 2 marzo 2004      | 31 marzo 2006       |
| 99                         | Il festival della musica… guai in vista! 「おんがくさいがくさい〜」 - Ongaku-sai ga kusai~ – "Il festival della musica puzza~" | 9 marzo 2004      | 3 aprile 2006       |
| 100                        | Il mio nome è Tenebro 「我が名はダアク」 - Waga na wa Daaku – "Il mio nome è Daark" | 16 marzo 2004     | 5 aprile 2006       |
| 101                        | Una melodia per salvare il mondo 「世界を救うメロディー」 - Sekai wo sukuu merodī – "Una melodia che salva il mondo" | 23 marzo 2004     | 7 aprile 2006       |
| 102                        | Addio Mirmo… oh! 「さよならミルモ⋯ あっ！」 - Sayonara Mirumo… a-! – "Addio Mirumo… ah!" | 30 marzo 2004     | 10 aprile 2006      |
| Terza serie (48 episodi)   | |                   |                     |
| 103                        | Tutto è iniziato con un polipo 「それは、タコからはじまった」 - Sore wa, tako kara hajimatta – "Tutto è iniziato con un polpo" | 6 aprile 2004     | 12 aprile 2006      |
| 104                        | O ricci o niente! 「やっぱりカールでしょ」 - Yappari kāru desho – "Devono essere ricci" | 13 aprile 2004    | 14 aprile 2006      |
| 105                        | I love Super P 「Ｐマンだ〜いスキ♥」 - P-man da~isuki♥ – "Ti amo P-man♥" | 20 aprile 2004    | 19 aprile 2006      |
| 106                        | Tesori 「ぼくたちの宝物」 - Boku-tachi no takaramono – "Il nostro tesoro" | 27 aprile 2004    | 21 aprile 2006      |
| 106                        | Murmo vorrebbe giocare con Tommy, ma questi si dimostra sempre più indifferente nei suoi confronti a tal punto che il piccolo folletto decide di far volare via tutte le sue foto. I due litigano e Murmo va a vivere da Camilla. Tommy intanto diventa ogni giorno più triste a Alessia teme che questo suo comportamento possa fargli dimenticare la sua cotta per Camilla. Mirmo e Murmo tornano in seguito da Tommy e Mirmo lo riempie di scherzi per fargliela pagare d'aver trattato male Murmo. Questi però ordina a Mirmo di smetterla e si riappacifica con Tommy. Davanti agli occhi increduli di Camilla e Fabrizio appare un'enorme roccia contenente il primo Cristallo Desiderio, scaturito dal sentimento di amicizia tra Murmo e Tommy. |                   |                     |
| 107                        | La roccia non si rompe! 「岩が割れなイワ」 - Iwa ga warenaiwa – "La roccia non si rompe" | 5 maggio 2004     | 24 aprile 2006      |
| 108                        | A colpi di gargarismi 「妖精忍者！ガラガラ大戦」 - Yōsei ninja! Garagara taisen – "Folletti ninja! La guerra dei gargarismi" | 11 maggio 2004    | 26 aprile 2006      |
| 109                        | La banda Warumo torna in scena 「やっぱりドジだね！ワルモ団」 - Yappari doji da ne! Warumo-dan – "Siete proprio maldestri! La banda Warumo" | 18 maggio 2004    | 28 aprile 2006      |
| 110                        | Annamorata 「アンナ恋、コンナ恋」 - Anna koi, konna koi – "L'amore di Anna, quell'amore" | 25 maggio 2004    | 3 maggio 2006       |
| 111                        | Missione cristalli 「タコのクリスタル大作戦」 - Tako no kurisutaru daisakusen – "Il piano sui cristalli di Tako" | 1º giugno 2004    | 5 maggio 2006       |
| 112                        | Muglolimpiadi 「フェアリンピックだす！」 - Fearinpikku dasu! – "Sono le Fairympics!" | 8 giugno 2004     | 8 maggio 2006       |
| 113                        | Correre, saltare, nuotare… devi dare il massimo! 「走れ跳べ挙げろ、そして泳げ」 - Hashire tobe agero, soshite oyoge – "Correre, saltare e poi nuotare" | 15 giugno 2004    | 10 maggio 2006      |
| 114                        | Il traguardo 「涙のゴール」 - Namida no gōru – "Traguardo in lacrime" | 29 giugno 2004    | 12 maggio 2006      |
| 115                        | Robomaro 「イカはイカが？」 - Ika wa ika ga? – "Il calamaro è calamaro?" | 29 giugno 2004    | 15 maggio 2006      |
| 116                        | Carolina, 14 Amore 「悦美１４－０」 - Etsumi 14-0 – "Etsumi 14-0" | 6 luglio 2004     | 17 maggio 2006      |
| 117                        | Troviamo i piccoli Warumo 「クイズ・ワルモキッズをさがせ！」 - Kuizu Warumo kizzu wo sagase! – "Quiz: troviamo i piccoli Warumo!" | 20 luglio 2004    | 19 maggio 2006      |
| 118                        | La nonna di Mirmo 「バラモが来た！？」 - Baramo ga kita!? – "È arrivata Baramo!?" | 27 luglio 2004    | 22 maggio 2006      |
| 119                        | Ivol e Cecilia 「アクミと沙織」 - Akumi to Saori – "Akumi e Saori" | 3 agosto 2004     | 24 maggio 2006      |
| 119                        | Camilla riceve una lettera da parte di Cecilia e, insieme a Fabrizio, Alessia, Tommy e i folletti, parte per la Germania a far visita alla sua cara amica. Takolo va con loro, ma durante il giro della città si perde e si imbatte in Ivol. Questa chiede inizialmente aiuto all'artigiano Taju su come costruire un nuovo flauto per Cecilia, ma egli non ha la soluzione, per cui Ivol si rivolge a Takolo. Neanche lui però è in grado di aiutarla e alla fine i due si ricongiungono con gli altri mentre si dirigono nell'auditorium con il professor Ettore in cui Cecilia dovrà svolgere un concerto con il flauto. Arrivati sulle sponde del fiume Reno, il professor Ettore racconta loro un'antica leggenda su una ragazza chiamata Lorelei, ma alla fine il gruppo di folletti comincia a litigare. Ivol colpisce inavvertitamente Cecilia, facendole cadere il flauto e rompendolo. Ivol riesce però a costruirne uno nuovo utilizzando la forza di volontà, ma nel frattempo Mirmo e Rima riparano quello vecchio con l'Orchestra Magica. La folletta rimane molto offesa da questo fatto e decide quindi di gettare il flauto nel fiume e di tornare nel regno di Mirmo.                                                                              |                   |                     |
| 120                        | La leggenda di Lorelei 「ローレライ伝説」 - Rōrerai densetsu – "La leggenda di Lorelei" | 10 agosto 2004    | 26 maggio 2006      |
| 120                        | Mirmo e Rima si recano nel regno di Mirmo per parlare con Ivol, ma si imbattono nella Banda Warumo. Mentre Rima e Ivol tornano sulla Terra, Mirmo affronta i cinque perfidi folletti e riesce infine a batterli grazie all'intervento di Murmo. Intanto, Cecilia si trova nel suo camerino in attesa di esibirsi, ma sente una strana voce che le rivela che il flauto costruito da Ivol si trova nel fiume Reno. Cecilia si reca sul luogo e Yacky e Takolo si mettono alla ricerca del flauto senza però ottenere alcun risultato. A questo punto, Ivol ritorna ed esprime i suoi veri sentimenti a Cecilia per poi venire ricambiata. Ciò fa scaturire dall'acqua il flauto e, di conseguenza, anche il secondo Cristallo Desiderio, quello della Sincerità di colore verde, che viene estratto dalla magia combinata di Rima e Fabrizio. Tommy porta il pubblico al fiume Reno per ascoltare Cecilia, la quale riesce a restaurare il suo rapporto con Ivol. |                   |                     |
| 121                        | Questione di stile 「カッコ悪いっていうな！！」 - Kakko warui tte iu na!! – "Non dire che non è di stile!!" | 24 agosto 2004    | 29 maggio 2006      |
| 122                        | L'astroguria e la piscina volante 「スイカとプール」 - Suika to pūru – "L'anguria e la piscina" | 7 settembre 2004  | 31 maggio 2006      |
| 123                        | Dolcetti in salamoia - Romanticismo 「お菓子のつけもの」 - Okashi no tsukemono – "Dolcetti in salamoia" | 7 settembre 2004  | 1º-2 agosto 2006    |
| 124                        | Addio, Fabrizio - Le bugie hanno le gambe corte 「さよなら結木くん」 - Sayonara Yūki-kun – "Addio Yūki" | 14 settembre 2004 | 3-4 agosto 2006     |
| 125                        | L'appuntamento - Alfred contro Angarde 「最強対決！アイツＶＳコイツ」 - Saikyō taiketsu! Aitsu tai koitsu – "La resa dei conti più forte! Quello contro questo" | 21 settembre 2004 | 7-8 agosto 2006     |
| 126                        | La banda dei bravi ragazzi - Siate voi stessi 「いいぞ！ヨイモ団」 - Ii zo! Yoimo-dan – "Bene! La Banda Yoimo" | 28 settembre 2004 | 9-10 agosto 2006    |
| 127                        | Ho paura dei conigli - Povero Takolo! 「ウサギがこわい」 - Usagi ga kowai – "Ho paura dei conigli" | 12 ottobre 2004   | 11-14 agosto 2006   |
| 128                        | Un cuore nuovo per Takolo - Restituisci i cristalli desiderio! 「タコの故郷」 - Tako no furusato – "La città natale di Tako" | 19 ottobre 2004   | 16-17 agosto 2006   |
| 129                        | Tutti pazzi per Camilla! - La pallanzana 「楓、モテテモーテ」 - Kaede, motetemōte – "Kaede, molto popolare" | 26 ottobre 2004   | 18-21 agosto 2006   |
| 130                        | Algebro capoclasse - Bravo Algebro 「インチョが委員長でイイーンチョ？」 - Incho ga iinchō de iīncho? – "Va bene per Incho essere un rappresentante di classe?" | 2 novembre 2004   | 22-23 agosto 2006   |
| 131                        | Voglio diventare grande - Il cristallo della bellezza 「オトナになりたい」 - Otona ni naritai – "Voglio diventare adulto" | 9 novembre 2004   | 24-25 agosto 2006   |
| 132                        | Prof. Reggae, Roul e Super P - Avventura in TV 「アフロだサトルだピーマンだ」 - Afuro da Satoru da Piiman da – "Afro, Satoru e P-man" | 16 novembre 2004  | 28-29 agosto 2006   |
| 133                        | Anche la magia si riposa - La banda Warumo è fortissima 「なんだか強いぞワルモ団！？」 - Nandaka tsuyoi zo Warumo-dan!? – "La banda Warumo è in qualche modo forte!?" | 23 novembre 2004  | 30-31 agosto 2006   |
| 134                        | Sumo, eroe della tribù Gurum? - L'angelo che danza nei cieli 「グルミ族の勇者キンタ！？」 - Gurumi-zoku no yūsha Kinta!? – "Kinta, l'eroe della tribù Gurumi!?" | 7 dicembre 2004   | 1º-4 settembre 2006 |
| 135                        | Ladrin, il terribile ladro - Il diadema pannoso 「怪盗パパン」 - Kaitō Papan – "Il ladro Papan" | 14 dicembre 2004  | 5-6 settembre 2006  |
| 136                        | Re Mirmo! - Lezioni con la signorina Magistra 「誕生ミルモ王」 - Tanjō Mirumo ō – "È nato Re Mirumo" | 21 dicembre 2004  | 7-8 settembre 2006  |
| 137                        | Re Mirmo?… Ma siamo sicuri? 「本気で誕生！？ミルモ王」 - Honki de tanjō!? Mirumo ō – "È nato sul serio!? Re Mirumo" | 30 dicembre 2004  | 11 settembre 2006   |
| 138                        | Un viaggio in India 「さいゆうき」 - Saiyūki – "Saiyuki" | 30 dicembre 2004  | 12 settembre 2006   |
| 139                        | Il segreto di Takolo 「タコの秘密」 - Tako no himitsu – "Il segreto di Tako" | 11 gennaio 2005   | 13 settembre 2006   |
| 140                        | Sanzo, il ninja al servizio del male 「デビル忍者見参ダゼ！」 - Debiru ninja kenzan daze! – "La visita del ninja diavolo!" | 18 gennaio 2005   | 14 settembre 2006   |
| 141                        | Murmo e il bambino volante 「ムルモと空飛ぶ赤ちゃん」 - Murumo to sora tobu aka-chan – "Murumo e il bambino che vola" | 25 gennaio 2005   | 15 settembre 2006   |
| 142                        | Il tristo mietitore 「ボク、しにがみデッスー！」 - Boku, shinigami dessū! – "Io, sono uno shinigami!" | 1º febbraio 2005  | 18 settembre 2006   |
| 143                        | F.D.C. contro C.I.S. 「Ｆ.Ｄ.Ｃ ＶＳ Ｋ.Ｔ.Ｃ」 - F.D.C tai K.T.C – "F.D.C contro K.T.C" | 8 febbraio 2005   | 19 settembre 2006   |
| 144                        | Primo si innamora! 「恋におちたぞ、ワルモ団」 - Koi ni ochita zo, Warumo-dan – "Sono caduto nell'amore, banda Warumo" | 22 febbraio 2005  | 20 settembre 2006   |
| 145                        | Cerchiamo l'ultimo cristallo! 「最後のクリスタルみーっけ」 - Saigo no kurisutaru mīkke – "Trovato l'ultimo cristallo" | 1º marzo 2005     | 21 settembre 2006   |
| 146                        | Le sette prove 「びックリ！７つの試練」 - Bikkuri! 7-tsu no shiren – "Sorpresa! Le sette prove" | 8 marzo 2005      | 22 settembre 2006   |
| 147                        | Il passato di Takolo 「タコのカコ」 - Tako no kako – "Il passato di Tako" | 15 marzo 2005     | 25 settembre 2006   |
| 148                        | Guai nella terra cristallina 「クリスタルランド超ピンチ」 - Kurisutaru Rando chō pinchi – "Super guai a Crystal Land" | 29 marzo 2005     | 26 settembre 2006   |
| 149                        | Tutti salvi! 「めざせ鼻の穴！」 - Mezase hana no ana! – "Mirare alle narici!" | 29 marzo 2005     | 27 settembre 2006   |
| 150                        | Ciocco-nuvole per sempre 「くもっちょよ永遠に」 - Kumoccho yo eien ni – "Ciocco-nuvole per sempre" | 5 aprile 2005     | 28 settembre 2006   |
| Quarta serie (22 episodi)  | |                   |                     |
| 151                        | Comincia il nuovo anno scolastico 「離れて、出会って、新学期」 - Hanarete, deatte, shingakki – "Separarsi, incontrarsi, nuovo semestre" | 19 aprile 2005    | 29 settembre 2006   |
| 152                        | La sfida di Fairy 「恋のケンカ屋パピィ」 - Koi no kenka-ya Papii – "La combattente dell'amore Papii" | 26 aprile 2005    | 2 ottobre 2006      |
| 153                        | Te lo insegno io! 「恋のかけ引き教えまチュ」 - Koi no kake hiki oshiemachu – "Ti insegno le tecniche d'amore" | 3 maggio 2005     | 3 ottobre 2006      |
| 154                        | Sono un fantasma 「ボクたん、ユーレイですっち」 - Bokutan, yūrei desu-cchi – "Io, sono un fantasma" | 10 maggio 2005    | 4 ottobre 2006      |
| 155                        | Strike! 「腹黒ストライク」 - Haraguro sutoraiku – "Sporco strike" | 17 maggio 2005    | 5 ottobre 2006      |
| 156                        | Amore al profumo di lavanda 「ラベンダー色の恋」 - Rabendā shoku no koi – "Amore color lavanda" | 24 maggio 2005    | 6 ottobre 2006      |
| 157                        | Amore color lavanda 「ラベンダー色の恋・妖精編」 - Rabendā shoku no koi · yōsei-hen – "Amore color lavanda · versione folletti" | 31 maggio 2005    | 21 luglio 2010      |
| 158                        | Manuela e Fabrizio 「はるかと摂」 - Haruka to Setsu – "Haruka e Setsu" | 7 giugno 2005     | 22 luglio 2010      |
| 159                        | Un compagno per Panta 「タコパンタパートナー」 - Tako Panta pātonā – "Tako Panta partner" | 14 giugno 2005    | 23 luglio 2010      |
| 160                        | Forza Tommy, non arrenderti! 「マツタケぼっちゃまの逆襲」 - Matsutake botchama no gyakushū – "Il contrattacco del signorino Matsutake" | 28 giugno 2005    | 24 luglio 2010      |
| 161                        | Guerra tra pulcini 「大混戦！ヒヨコウォーズ」 - Dai konsen! Hiyoko wōzu – "Grande mischia! Le guerre tra pulcini" | 12 luglio 2005    | 25 luglio 2010      |
| 162                        | La fanta banda Warumo 「ユーレイだぞ！ワルモ団！！」 - Yūrei da zo! Warumo-dan!! – "Fantasmi! La banda Warumo!!" | 19 luglio 2005    | 26 luglio 2010      |
| 163                        | Un fumetto divertente 「おもろいマンガの描き方！！」 - Omoroi manga no egaki kata!! – "Come disegnare manga divertenti!!" | 26 luglio 2005    | 27 luglio 2010      |
| 164                        | Festa d'estate in kimono 「夏祭り！ゆかたの大決戦だぞっ！！」 - Natsumatsuri! Yukata no daikessen dazo-!! – "Festa d'estate! È una grande battaglia decisiva in yukata!!" | 26 luglio 2005    | 28 luglio 2010      |
| 165                        | Fabrizio contro Samuele 「結木ＶＳ住田！恋のラストターン！！」 - Yūki tai Sumita! Koi no rasuto tān!! – "Yūki contro Sumita! L'ultima svolta dell'amore!!" | 2 agosto 2005     | 29 luglio 2010      |
| 166                        | Tempesta d'amore all'orizzonte 「恋の嵐が吹き荒れて⋯」 - Koi no arashi ga fukiarete… – "Una tempesta d'amore sta infuriando…" | 9 agosto 2005     | 30 luglio 2010      |
| 167                        | Cambio di rotta in amore 「恋心、揺れてます」 - Koigokoro, yuretemasu – "L'amore, vacilla" | 16 agosto 2005    | 31 luglio 2010      |
| 168                        | Io Camilla farò del mio meglio! 「南楓、がんばります！」 - Minami Kaede, ganbarimasu! – "Kaede Minami, farò del mio meglio!" | 23 agosto 2005    | 1º agosto 2010      |
| 169                        | Salviamo Panta! 「パンタを救え！！」 - Panta wo sukue!! – "Salviamo Panta!!" | 6 settembre 2005  | 2 agosto 2010       |
| 170                        | Decisioni importanti 「それぞれの決断」 - Sorezore no ketsudan – "La decisione di ciascuno" | 13 settembre 2005 | 3 agosto 2010       |
| 171                        | Il desiderio di Camilla, i sentimenti di Mirmo! 「楓の願い、ミルモの想い」 - Kaede no negai, Mirumo no omoi – "Il desiderio di Kaede, il sentimento di Mirumo" | 20 settembre 2005 | 4 agosto 2010       |
| 172                        | Tutti insieme, Mirmo Zibang! 「みんないっしょにミルモでポン！」 - Minna issho ni Mirumo de Pon! – "Tutti insieme Mirumo de Pon!" | 27 settembre 2005 | 5 agosto 2010       |